# Rózsák háborúja
A rózsák háborúja a középkori Anglia több mint három évtizeden át tartó, dinasztikus felhangú összecsapás-sorozata volt, amelyben két nagy főúri párt, a Lancasterek és a Yorkok vetélkedtek a kormányzat irányításáért. Mindkét nagy tábor vezetői a Plantagenêt-dinasztia leszármazottjai voltak, így több-kevesebb jogot formálhattak a koronára. A feudális Anglia utolsó évszázadát meghatározó hadakozás a résztvevők jelképei közé tartozó fehér és vörös rózsáról kapta nevét.
Az ellenségeskedést több nagyobb szakaszra lehet bontani, amelyek egyenként egy-két évig tartottak, és a politikai, diplomáciai lépéseken kívül csak néhány csatából álltak. A hadakozás során csupán kevés nagyobb ütközetet – Towton, Barnet, Bosworth – és pár kisebb csatát – Hexham – vívtak, viszont az egyéb összetűzések – birtokok pusztítása, kastélyok lerohanása – gyakoriak voltak. Az összecsapások rövid időre korlátozódtak: 1459 ősze és 1461 tavasza, 1469 nyara és 1471 tavasza között, valamint 1483 őszén, 1485 és 1487 nyarán zajlottak.
A koronáért folyó összecsapás nem vált igazi polgárháborúvá, ugyanis a nemeseken kívül csak keveseket, általában az ő vazallusaikat, katonáikat és jobbágyaik kis részét érintette, akiket katonai szolgálatra köteleztek. A mindennapokat szabályozó jogrend érintetlen maradt, az intézményeket a kormányhivatalnokok és a helyi urak folyamatosan működtették; a csaták között rendezett élet folyt.
A harc nem zavarta meg az ország gazdaságát, nem okozott hosszú válságot, a William Shakespeare tragédiái által festett képpel szemben nem járt hatalmas pusztítással és a csatákban elesettek száma nem volt jelentős. A harcoló felek kifejezetten kímélték a közembereket. A nemesek nem azért indultak háborúba a közkeletű shakespeare-i képpel szemben, mert vérszomjas őrültek voltak – ahogy Warwick kiált fel a VI. Henrikben: „Részegedjen hát vérünktől a föld” –, hanem azért, mert nem találtak más megoldást a politikai állapotok megváltoztatására.
A katonai konfliktus kirobbanásának számos oka volt. A 15. század közepére Anglia franciaországi hódításainak jelentős részét elveszítette a rossz kormányzás miatt. A központi hatalom gyenge volt, ugyanis a nemesek az uralkodó kárára erősödtek, és a főurak bérlői inkább hozzájuk, mintsem a királyhoz voltak hűek. Ráadásul a trónon hosszú ideig a kiskorú VI. Henrik ült, akiről 1453-ban teljesen nyilvánvalóvá vált, hogy gyengeelméjű. Komoly befolyással volt az ügyek intézésére a király francia származású ambiciózus felesége, Anjou Margit angol királyné is.
Ehhez járult hozzá, hogy Észak-Anglia két legerősebb családja, az egymással ellenséges viszonyban lévő Percyk és Neville-ek között kiújultak és erőszakosabbá váltak az ellentétek. Mivel mindkét oldal erős támogatókat keresett, vitájuk országos szintre emelkedett.
A háborúban a Yorkoknak sikerült időlegesen elfoglalniuk a trónt, és két királyt – IV. Eduárd és III. Richárd – adtak. A küzdelem III. Richárd halálával ért véget, akit a Lancaster-házból származó Tudor Henrik követett a trónon, megalapítva ezzel a Tudor-házat, amely ezt követően 116 évig uralkodott Anglia és Wales felett.
1455 és 1471 között 26 főrendi nemest megöltek, 13-at kivégeztek. III. Eduárd angol király fiú ági leszármazottjai közül hatan erőszakos halált haltak. 1459 és 1487 között 42 nemest öltek meg csatában, vagy végeztek ki azt követően, köztük volt egy király, egy walesi herceg, Somerset három hercege, Northumberland és Devon két-két grófja. A háború annyira megritkította az angol főnemesi családokat, hogy a hatvannégyből huszonhat teljesen kihalt.

## Anglia a rózsák háborúja előtt

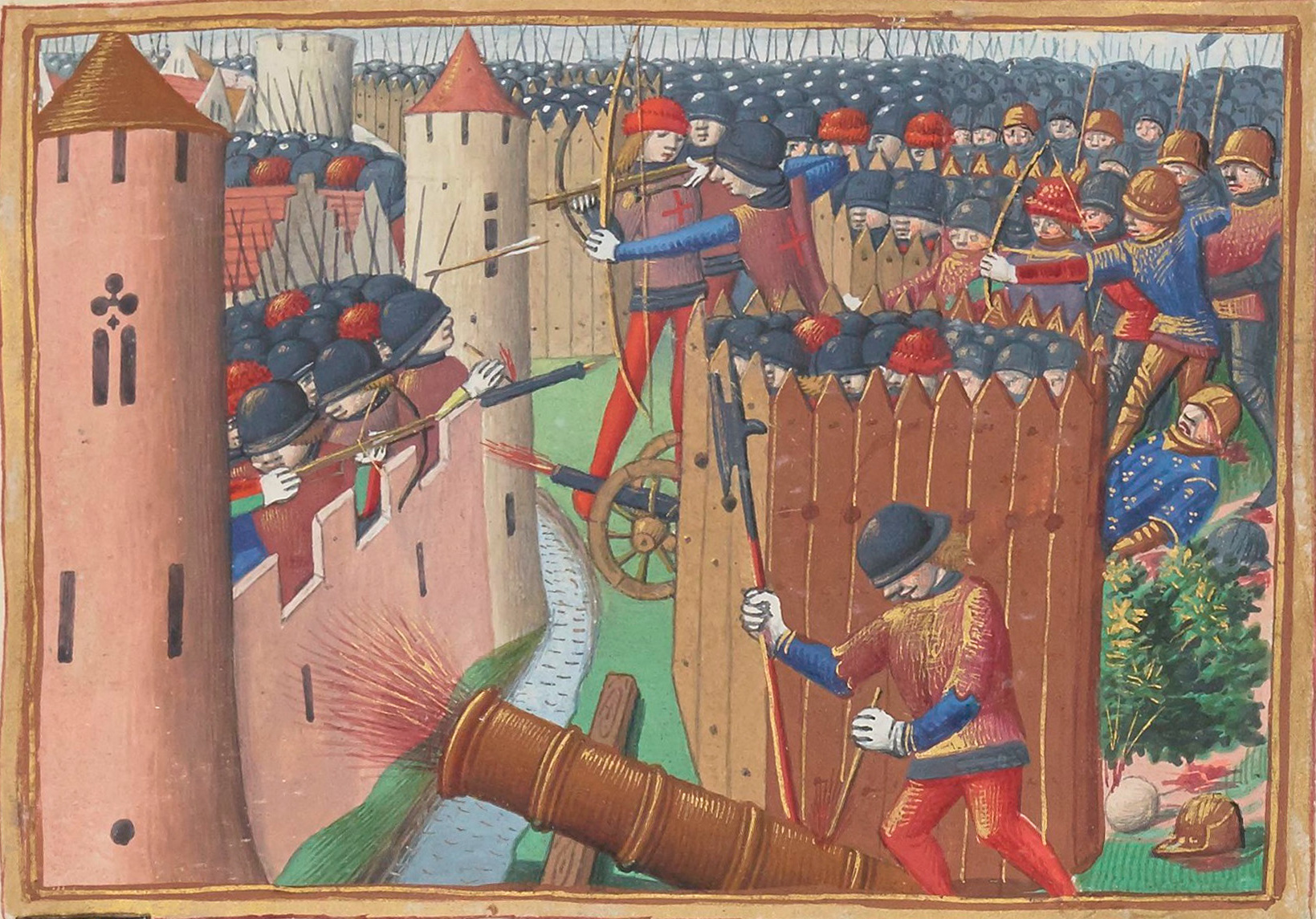
Orléans ostroma egy 15. századi illusztráción

Angliát számos pestisjárvány pusztította a 14. században, ami a 15. századra kiható gazdasági-társadalmi problémákat okozott. A népesség majdnem felére, 2-2,5 millióra csökkent, ami munkaerőhiányhoz vezetett. Mivel nem volt elég ember a földek művelésére, nem termeltek elég élelmiszert. A mezőgazdasági termékek és a munkaerő ára megemelkedett és voltak évek, amikor a lakosság éhezett. A pestis következtében azonban sok kisbirtokos előtt lehetőség nyílt a felemelkedésre, ugyanis átvették azok földjeit, akik meghaltak a járványban.
Anglia a 15. század első felében békés ország volt, amelynek területén a Percy-féle felkelés óta nem folyt komolyabb háború, lakóit nem osztotta meg vallási ellentét. Az általános békés viszonyokat jól jellemzi, hogy az angol városok, ellentétben a kontinens településeivel, alig védték magukat fallal. Igazából csak azok törődtek a védművekkel, amelyeket egy esetleges francia invázió fenyegetett, például Sandwich, vagy Southampton. Angliában, szemben Franciaországgal, vagy Burgundiával, nem volt nagyobb állandó hadsereg sem. A király kísérete 200 íjászból, a Calais-i helyőrség pedig ezer emberből állt. A skót határ melletti területeken voltak azonnal bevethető seregek, amelyek a kormányzók – a rózsák háborúját megelőzően Richard Neville, Salisbury grófja és Henry Percy, Northumberland grófja – parancsnoksága alatt álltak. Ezek nem voltak katonai értelemben jelentősek, békeidőben 50 páncélosból és 100 íjászból állhattak. Az 1420-1430-as években, annak ellenére, hogy az uralkodó kiskorú volt, nem tört ki különösebb fegyveres konfliktus az egymással vetélkedő főurak között, vitáikat – szemben az 1450-es évekkel – a királyi tanács előtt rendezték.
Anglia 1337 óta külföldön hadban állt. A Franciaországban zajló százéves háborúban az évszázad első évtizedeiben ismét nyerésre állt: V. Henrik 1415. október 25-én katasztrofális vereséget mért a franciákra az azincourt-i csatában, és elfoglalta Normandia jelentős részét. 1422 szeptemberében viszont alig 35 évesen meghalt, és hamarosan, 1422. október 22-én követte őt az őrült VI. Károly francia király is. Kettőjük korábban kötött szerződése értelmében az angol trónt elfoglaló 11 hónapos gyermek, VI. Henrik egyben francia király is lett. Az angol előrenyomulás 1435-ig tartott, amikor felbomlott az angol–burgundi szövetség. 1444-ben megkötötték a tours-i fegyverszünetet, amelynek értelmében Anglia megtarthatta Normandiát, Guyenne-t, Anjout és Maine-t.

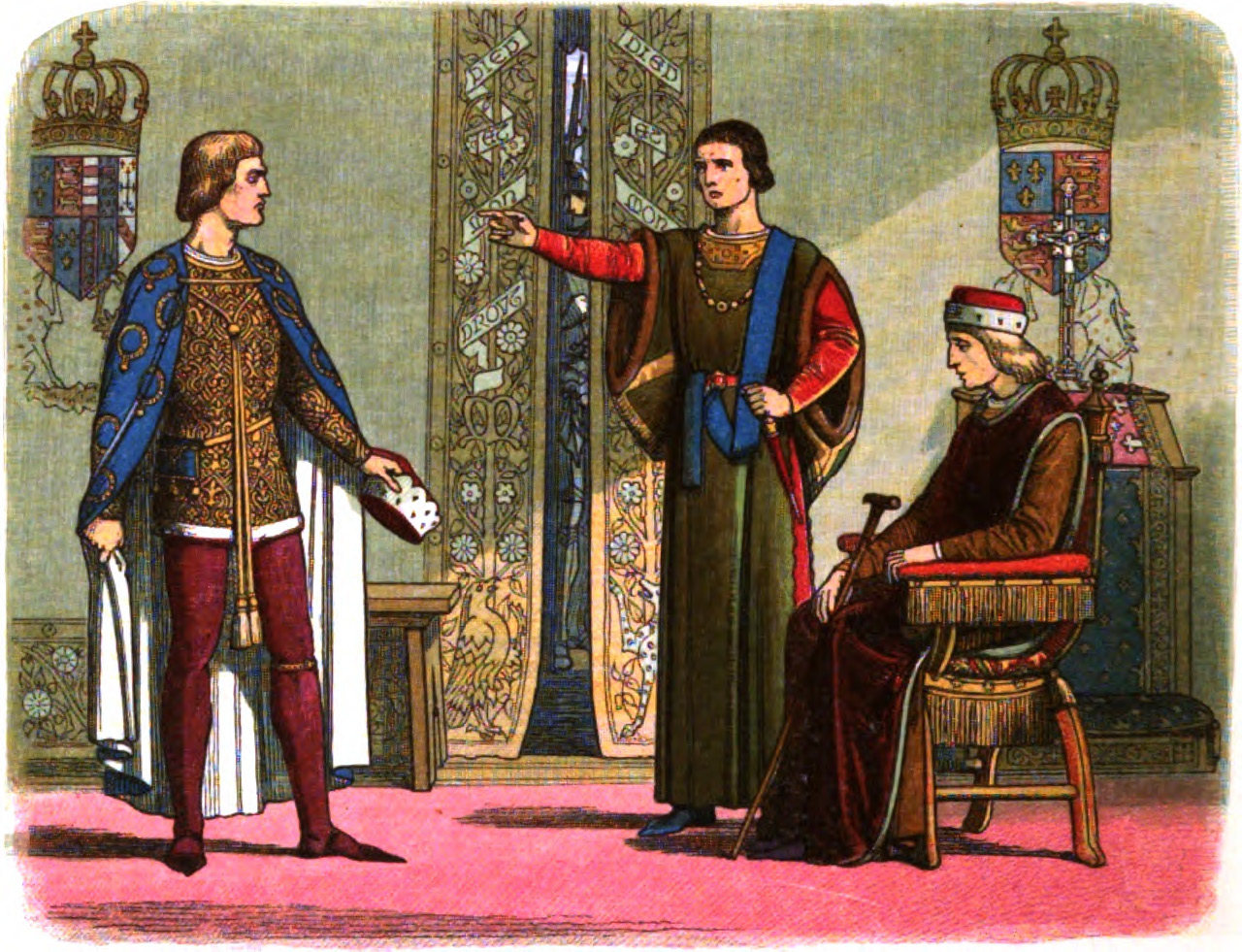
York (b) vitája Somersettel (k) VI. Henrik jelenlétében James William Edmund Doyle 1864-es festményén

Az 1440-es években, a gyengeelméjű király nagykorúvá válásával, megváltozott az addig megfontolt angol kinevezési politika: szokatlanul sokan kaptak főrendi címet, ami a királyi birtokok jelentős részének elherdálásával járt. 1445-ben megérkezett Angliába VI. Henrik újdonsült felesége, a francia Anjou Margit, aki hamarosan az angol belpolitika megkerülhetetlen tényezője lett, és a király a maga kezébe vette a belföldi események irányításán túl a franciaországi ügyek intézését is. Ennek köszönhetően Anglia viharos gyorsasággal veszítette el a La Manche túlsó oldalán fekvő területeit.
VI. Henrik ugyanis titokban levelet küldött a francia királynak, amelyben lemondott Anjouról és Maine-ről. A döntés váratlanul érte az angol főurakat, de a király határozatával szemben nem tehettek semmit, így 1448-ban átadták a franciáknak a megígért területeket. Egy évvel később ismét kitört a háború a két ország között, és a franciák 1450 nyarára visszafoglalták Normandiát. A franciaországi katasztrófa feldühítette a népet, amelynek felháborodása hamarosan átterjedt a köznemesekre is. Mivel valakinek viselnie kellett a felelősséget a királyi baklövésekért, a legközelebbi tanácsosok – Suffolk hercege, William Ayscough, Salisbury püspöke és Adam Moleyns, chichesteri püspök – hat hónapon belül erőszakos halált haltak. Kentben kitört a nép régi sérelmeire (a népet nyomorba döntő adó- és munkatörvények) és a jelen politikai hibáira (a király minisztereinek megvesztegethetősége és mohósága) egyaránt gyógyírt kereső Jack Cade-lázadás, amellyel szemben a kormány teljességgel tehetetlennek bizonyult.
A király mentális állapotát kihasználva hatalmi vetélkedés kezdődött Plantagenet Richárd yorki herceg és Edmund Beaufort, Somerset hercege között, amely váltakozó szerencsével folyt. 1455-re azonban a párviadal végképp eldőlni látszott. York személye, vagyona, családja és befolyása védelmében nem látott más utat, mint a fegyveres konfliktus vállalását.

## A háború okai
A rózsák háborújának szakaszolása
A rózsák háborújában tulajdonképpen három különálló háborút vívtak. Az első az 1450-es években kezdődött, csúcspontját 1459–1461-ben érte el, és északon még 1464-ben is parázslott. Kiváltó oka VI. Henrik király franciaországi vereségei és kormányképtelensége volt. A második háborút Richard Neville, Warwick grófja, a királycsináló robbantotta ki, aki elégedetlen volt a neki jutó politikai szereppel és befolyással. Ez az összecsapás-sorozat 1469-től 1471-ig tartott. A harmadik háborús időszak – 1483–1485 – kiváltója III. Richárd volt, aki becsvágya miatt államcsínnyel megbuktatta unokaöccsét, hogy megszerezze a koronát.
Az évszázadok során számos történészi elgondolás született arról, hogy mi váltotta ki pontosan a rózsák háborúját. A közfelfogásra nagyban hatott az események Tudor-kori értelmezése, amely egyértelműen dinasztikus küzdelemként írta le a Yorkok és Lancasterek csatározását. Később születtek olyan nézetek, amelyek más, társadalmi-politikai szemszögből magyarázták a történteket, kiemelve a hűbéresi rendszer által elnyomott központi hatalom gyengeségét, vagy a kormányzás irányításáért folytatott harcot. A háború kitörését valószínűleg az alább felsorolt problémák együttes jelenléte okozta.

### A százéves háború vége
A rózsák háborúja kevéssel azt követően kezdődött, hogy véget ért a százéves háború Franciaország és Anglia között. A külföldön, idegen ellenséggel vívott harc hiányában megbomlott az egység Angliában, nagyobb lett a széthúzás, ráadásul a hazatérő elbocsátott katonák destabilizálták a társadalmi rendet, valamint lehetővé tették, hogy a harcoló nemesek bármikor könnyen bevethető zsoldosokhoz jussanak. Az öt generáció életét meghatározó hadakozás és hódítás dicstelen befejezése a nép elégedetlenségéhez vezetett.

### A központi hatalom gyengesége
A 15. század közepére a központi hatalom meggyengüléséhez a mágnások túlhatalma mellett jelentősen hozzájárult a király szellemi állapota is, mivel VI. Henrik nem tudott megfelelő ellenőrzést gyakorolni az ügyek felett. Különösen igaz ez arra a nagyjából másfél éves időszakra 1453-ban, amikor a király nem tudott beszélni és képtelen volt végtagjait mozgatni. A rózsák háborújának kitöréséig a politikai élet középpontjában tulajdonképpen az a kérdés állt, hogy Anjou Margit és az általa választott nemesek, mint például Somerset, vagy York hogyan tudja manipulálni a bomlott elméjű uralkodót.

### Hűbérúri rendszer
A rózsák háborújának kitörését egyes történészek azzal magyarázzák, hogy a hűbérúri rendszer végtelenül korrupt és igazságtalan lett, „elkorcsosult” a 14-15. század fordulójára. Néhány kiemelkedően nagy hatalmú nemes olyan komoly fegyveres erőt állíthatott fel vazallusaiból, amelyet bármikor bevethetett saját céljaira, de akár a koronával is dacolhatott. A nemesek így nem feltétlenül a jogrendszeren belül, az igazságszolgáltatás révén akarták ügyeiket megoldani, hanem erővel. Ilyen csatározás folyt a Neville-ek és a Percyk, vagy a Blountok és a Longfordok között. A felek, amennyire hatalmukban állt, a királyt és a kormányzatot is saját érdekükben használták, és ezzel jelentősen sérült a központi hatalom szuverenitása. Mivel a királyi földeket eltékozolták, a korona túl szegény volt ahhoz, hogy finanszírozza ügyeit. Az 1390-es években II. Richárdnak évi 120 ezer font bevétele volt, VI. Henrik viszont kénytelen volt megelégedni ennek harmadával az 1450-es években. Az uralkodónak a nemesektől kellett kölcsönkérnie: az 1450-es évekre a rózsák háborújának egyik kirobbantója, York lett az állam legnagyobb hitelezője.

### Dinasztikus vita
A Tudor-korban terjedt el az a nézet, hogy a rózsák háborúját York trónigénye robbantotta ki. Plantagenet Richárd a trónon ülő VI. Henrikhez hasonlóan III. Eduárd leszármazottja volt. York egészen 1460 őszéig soha nem vitatta Henrik jogát a koronára. York fia, a későbbi IV. Eduárd is csak azután jelentkezett trónigényével 1461-ben, hogy Anjou Margit kíméletlen bosszúhadjáratot indított a York-pártiak ellen. Maguk a nemesek sem viselkedtek úgy, mintha egy dinasztikus háború részesei lettek volna: ha saját ambíciójuk megkívánta, oldalt váltottak, mint például a királycsinálónak nevezett Richard Neville, Warwick grófja 1469–71-ben. A dinasztikus vita tulajdonképpen már 1461-ben, IV. Eduárd trónra lépésével elült, és valószínűleg nem került volna elő, ha Warwick személyes becsvágya miatt nem áll át a másik oldalra, vagy III. Richárd hagyja unokaöccsét uralkodni.

### A kormány befolyásolása
Fontos célja volt a rózsák háborúja valamennyi résztvevőjének, hogy ellenőrizzék a kormányzatot. Az uralkodó ugyanis nagy mennyiségű föld, fontos címek és hivatalok, valamint vagyonteremtő házasságok és örökösödések felett rendelkezett. Ahhoz, hogy valaki részesedhessen ebből a vagyonból, és biztosítsa az udvarnak adott kölcsöne visszafizetését, befolyással kellett lennie a kormányra. York többek között amiatt neheztelt kizárására a király közvetlen környezetéből, mert valószínűtlenné vált, hogy viszontlátja azt a pénzt, amelyet ő és családja a franciaországi háború finanszírozására adott kölcsön az uralkodónak. A kormány feletti ellenőrzés megszerzése azért is elemi érdeke volt a nagyuraknak, mert nem engedhették meg, hogy ott ellenfeleik szerezzenek befolyást.

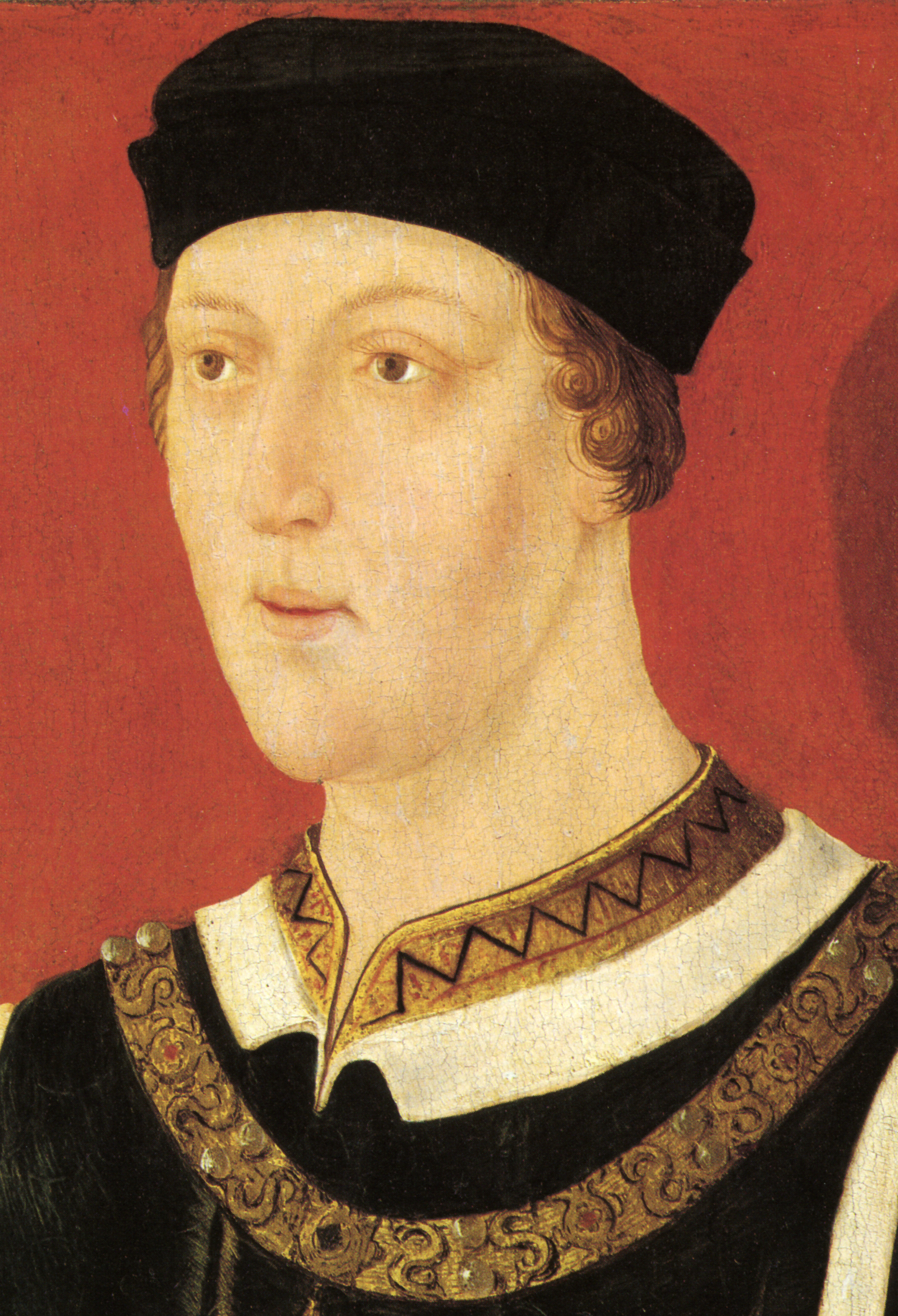
VI. Henrik
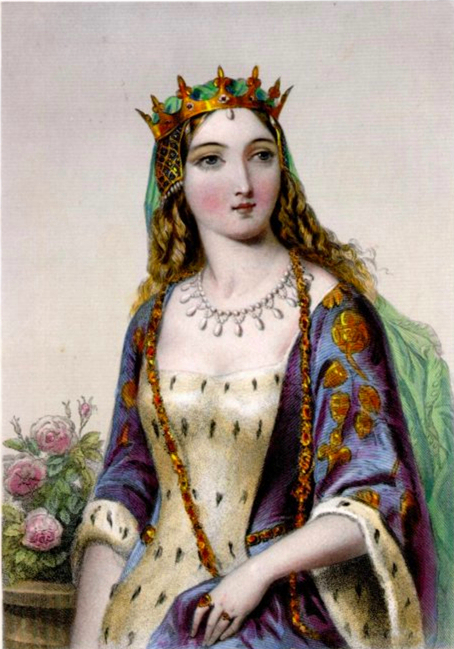
Anjou Margit
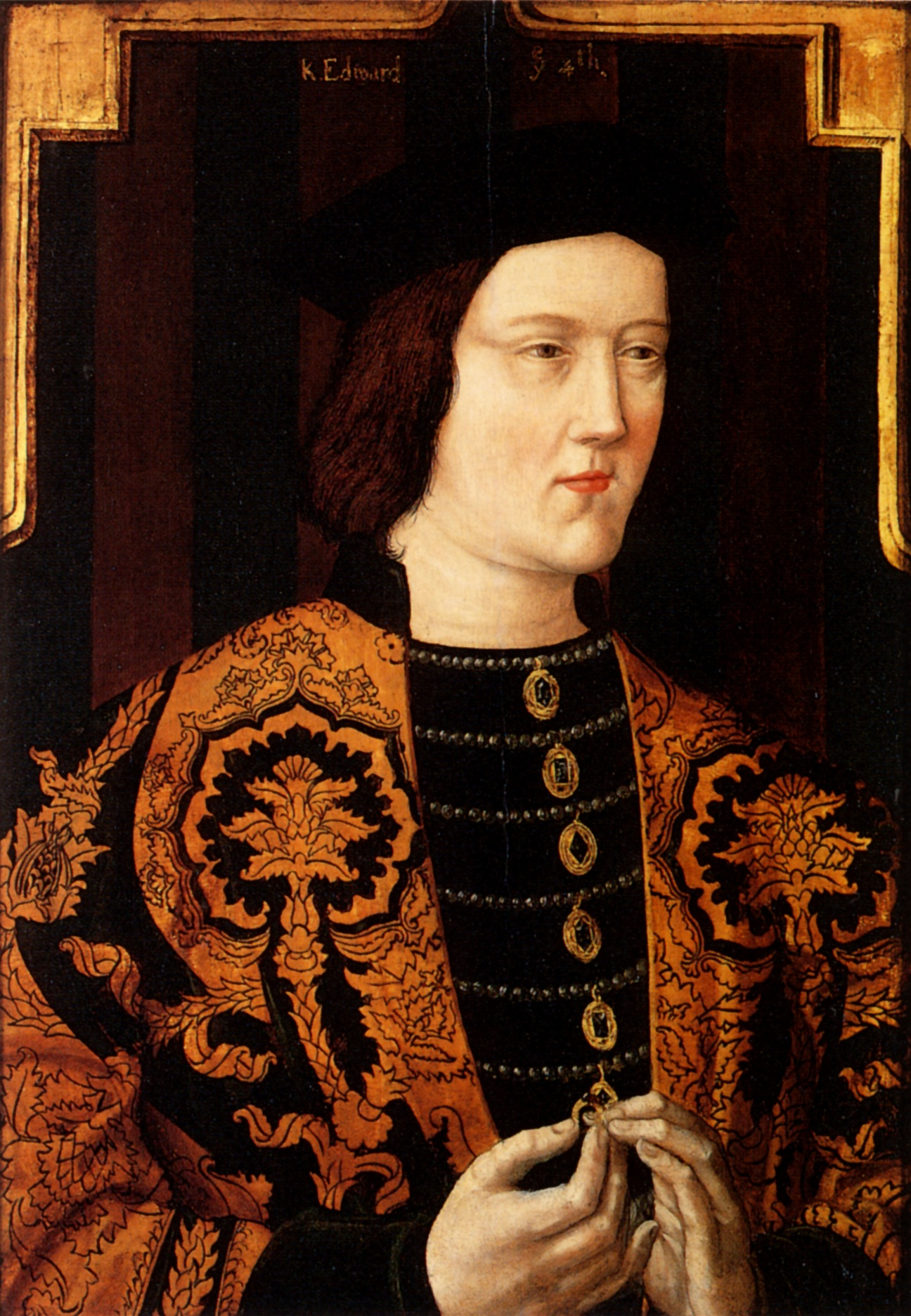
IV. Eduárd
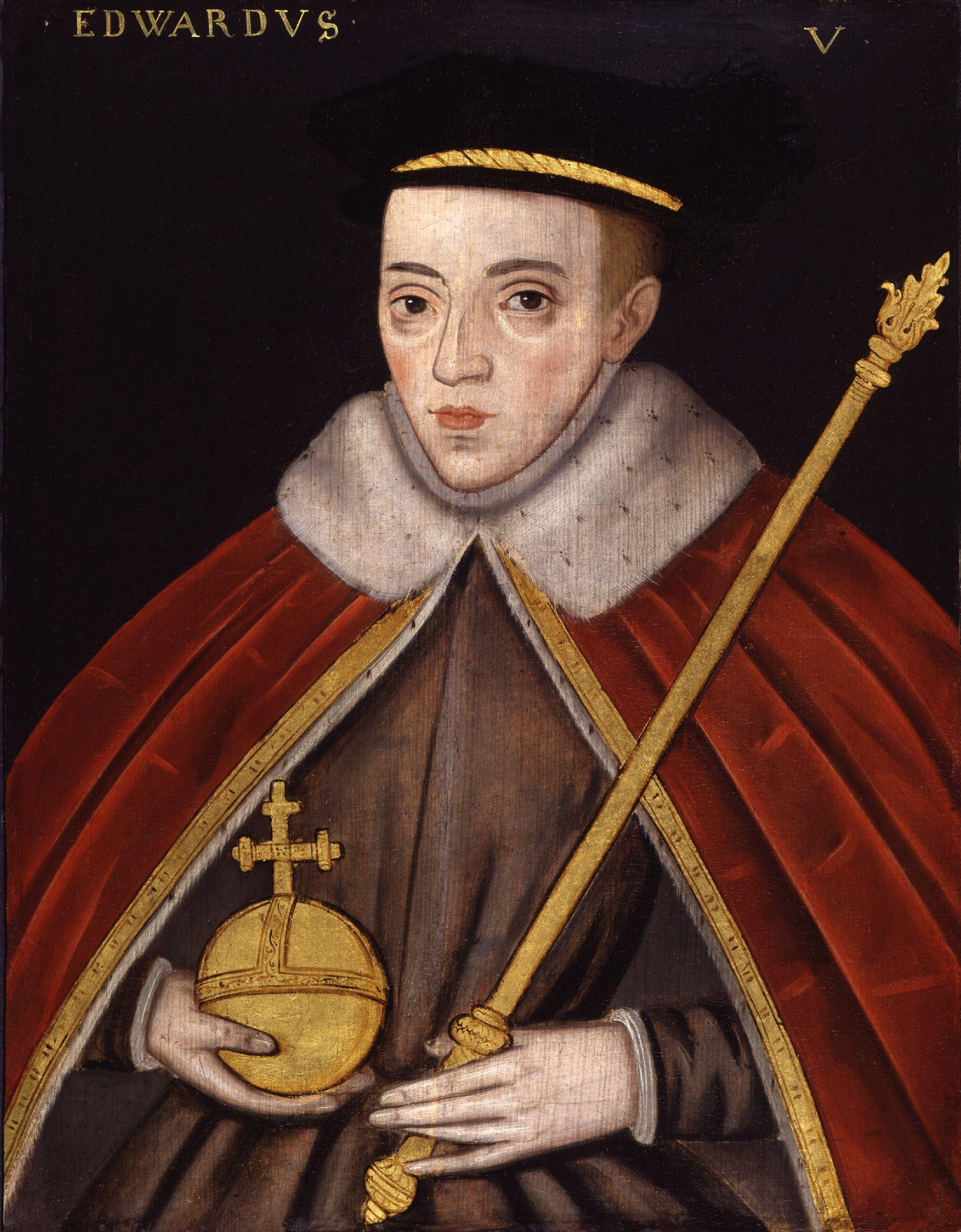
V. Eduárd
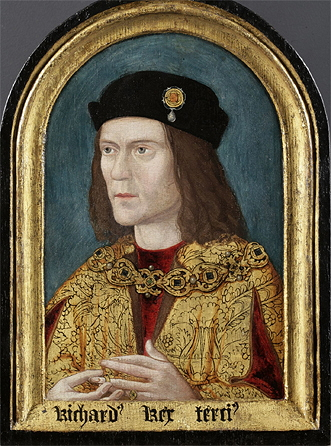
III. Richárd
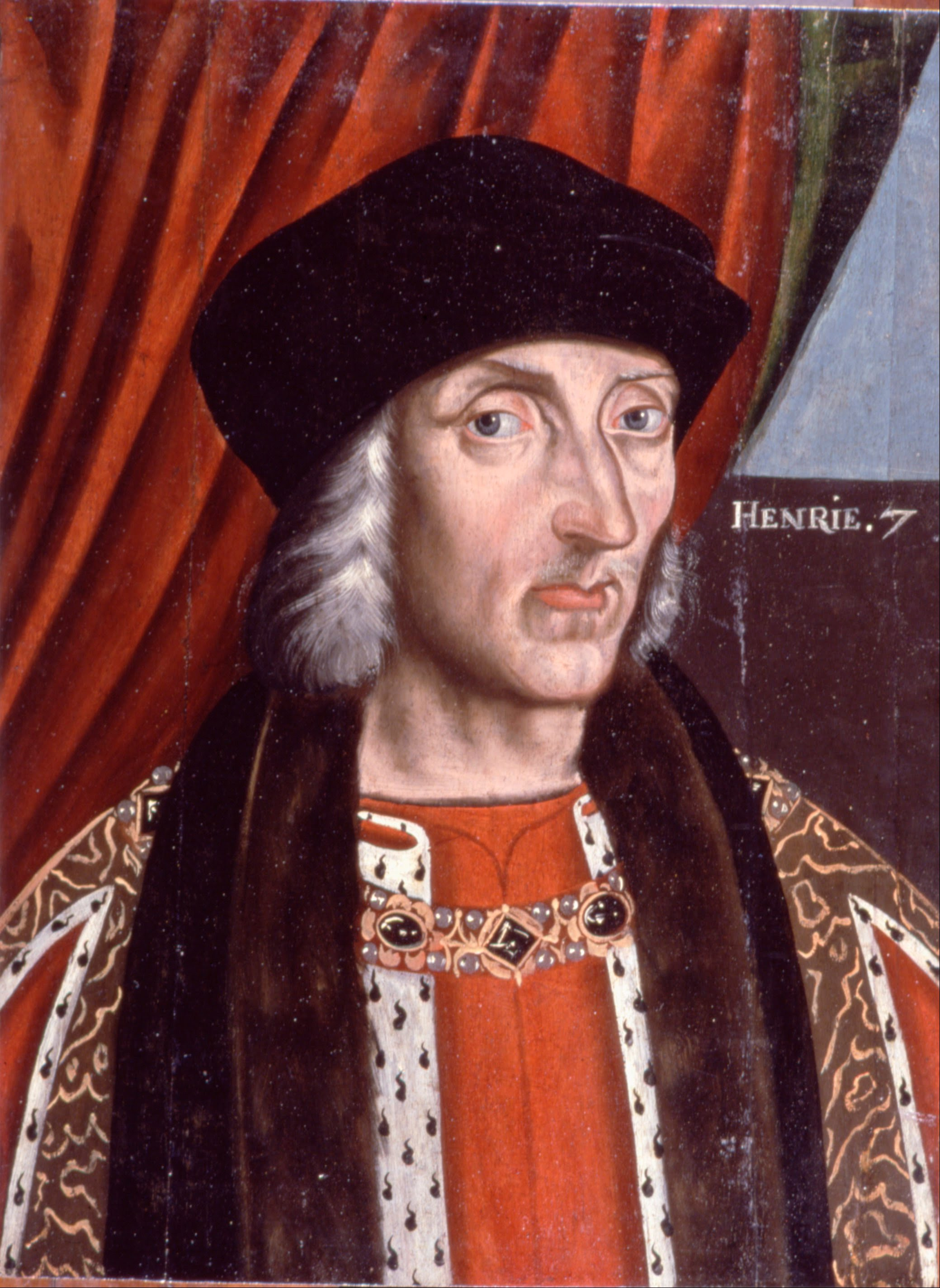
VII. Henrik

## Hadviselés
Mivel a középkori Angliában nem voltak nagyszámú állandó seregek, a katonákat minden hadjárat előtt toborozni kellett. A bérlők és uruk, illetve a főurak és a király között szerződés szabályozta, hogy az alárendeltnek szükség esetén mekkora csapatot kell felállítania. Humphrey Stafford, Buckingham hercege például kilencven katonának fizetett, hogy a király oldalán harcoljon az első Saint Albans-i csatában. A Heworth Moor-i összecsapásban, amely a Neville–Percy-viszály elmérgesedésének egyik fő kiváltója volt, több mint hétszázan vettek részt a Percyk oldalán, közülük 330 a család bérlője volt. Ezen kívül a hatalomhoz közel állók az uralkodó ügyének védelmében negyven napra besorozhatták a 16 és 60 év közötti férfiakat. A katonák öltözetét uruk jelvényével látták el, hogy kifejezzék politikai elkötelezettségüket, illetve felismerjék egymást a csatatéren. VII. Henrik előszeretettel használta a hullórostély szimbólumát és a walesi vörös sárkányt. VI. Henrik személyes jele az antilop, feleségéé a hattyú volt, Yorki Erzsébet emberei a fehér rózsát, IV. Eduárd katonái a sugárzó napot viselték zubbonyukon.
A korabeli krónikaírók olykor fantasztikus, néha több százezres becslései mellett kevés bizonyíték áll rendelkezésre arról, hogy mekkora csapatok találkoztak a harctéren. A mai becslések szerint a rózsák háborújában általában legfeljebb 15 ezres hadak vehettek részt, azok is csak a nagyobb összecsapásokban, például a barneti csatában vagy a tewkesburyi ütközetben. Az egyetlen kivétel ez alól a towtoni csata volt, amelyben jóval többen harcoltak. A középkori csapatokat kisegítők – káplánok, pékek, ácsok, szolgák – sokasága kísérte.

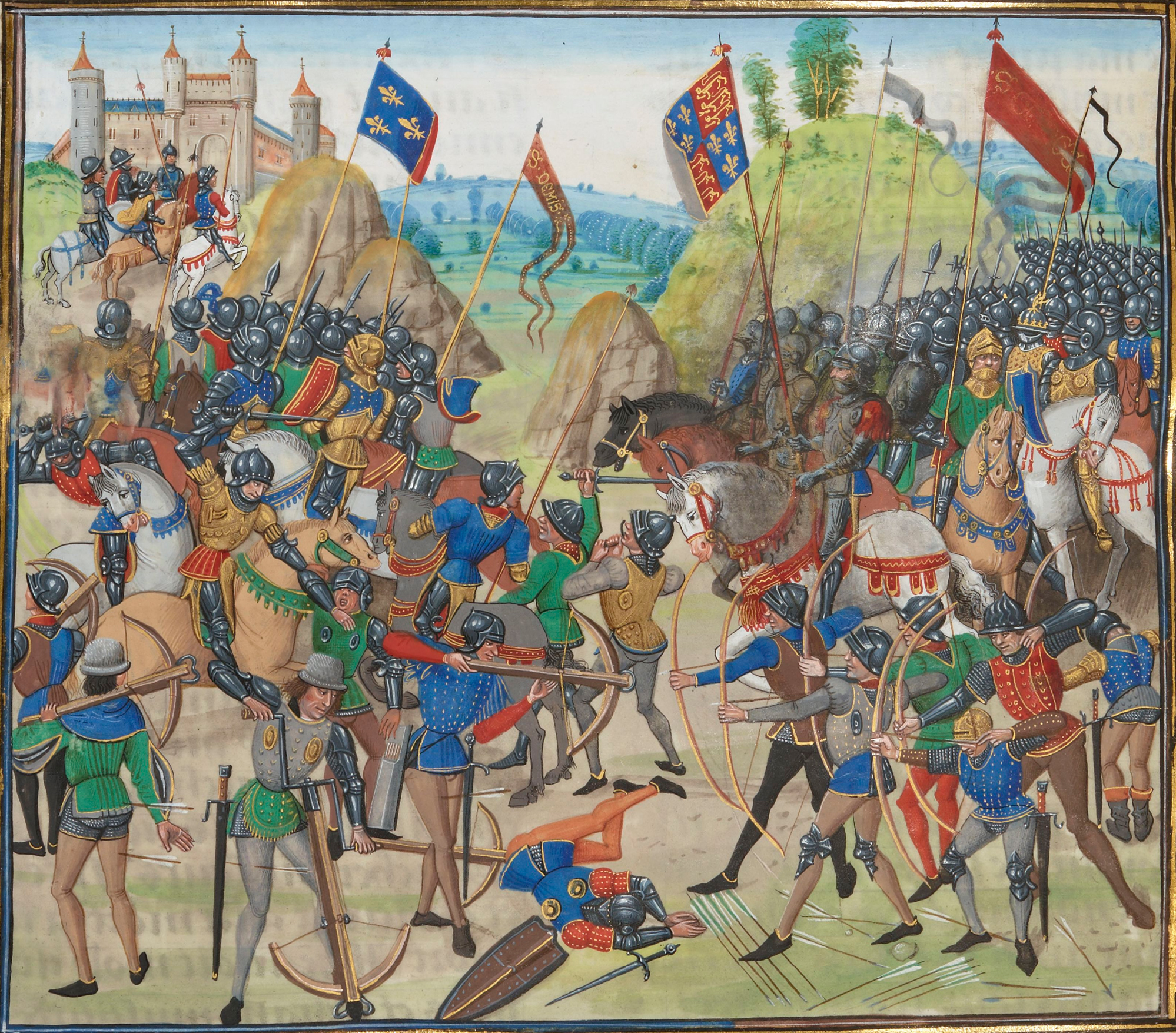
Angol íjászok a százéves háborúban

Az ütközetet általában az íjászok nyílesője és a szerény számú tüzérségi eszköz elsütése indította. Fő céljuk az volt, hogy rákényszerítsék az ellenséget megerősített pozíciójának elhagyására. Az angol hadseregek fontos eleme volt a 180 centiméteres hosszú íjakkal felszerelt íjászcsapat. Az íjászok percenként 10–12 nyilat tudtak kilőni 150 méterre. A rózsák háborújában az íjászok döntötték el az Edgecote Moor-i csatát és a Stoke Field-i ütközetet. A towtoni összecsapásban olyan erős volt a szél, hogy a Lancaster-íjászok nem tudtak ellőni a York-vonalakig, míg onnan számolatlanul záporoztak rájuk a nyilak. Az íjászok könnyű felszerelésük miatt sebezhetők voltak, ezért ha volt mód rá, akkor a vonalak mögé küldték őket, mielőtt megkezdődött a kézitusa. Az angol seregek kevés lőfegyverrel rendelkeztek, aminek egyik oka az volt, hogy az ágyúk, muskéták lassan tüzeltek, kezelésük pedig bonyolult volt. Az ágyúkat a csata elején elsütötték, aztán többször nem töltötték újra. A másik ok, hogy a nagy kaliberű fegyverek elsősorban a helyhez rögzített ellenség ellen voltak hasznosak, mint például a várak ostrománál, de a rózsák háborújának csatái nagy kiterjedésű mezőkön zajlottak, ahol a felek megváltoztathatták pozíciójukat.
A csata a nyilak kilövése és az ágyúk elsütése után a páncélos gyalogosok kézitusájává vált, akik kardot, csatabárdot, buzogányt, láncos buzogányt, lándzsát és alabárdot használtak. Mivel a páncél nehéz volt, a katonák hamar kimerültek, ezért az összecsapások ritkán tartottak néhány óránál tovább. Az ellenséges íjászok jelentette veszély miatt a lovasok is gyalog harcoltak. A csatát sokszor az összecsapók morálja döntötte el. Általánosságban elmondható, hogy a főurak és a kisebb nemesek vezette csapatok képzettebbek és kitartóbbak voltak, mint a hirtelen verbuvált alakulatok. Ebben a korban a hadvezérektől elvárták, hogy az első vonalban hadakozzanak, ami jelentős hátrányt jelentette a Lancastereknek: míg VI. Henrik soha nem ment csatába, addig IV. Eduárd képzett és gyakorlott harcos volt.

## Főbb események York haláláig (1450–1460)

### York első régenssége és az első csata
A franciaországi vereségek miatt 1450-ben kitört a Jack Cade-lázadás Angliában. A feldühödött nemesek és köznép egyik fő célpontja Edmund Beaufort, Somerset hercege lett, aki a franciaországi angol seregeket irányította. Somerset pozíciója mindazonáltal stabil maradt, továbbra is élvezte az uralkodó bizalmát és irányította a kormányt. Richárd yorki herceg, akit bántott Somerset franciaországi kinevezése és szereplése, attól tartott, hogy ellenlábasa szemet vethet a trónra. York ezért azzal vádolta meg Somersetet, hogy elárulta Angliát, és miatta nem lehet bevezetni a szükséges reformokat. VI. Henrik ellenállt Yorknak, és nem távolította el bizalmasát, de 1453-ban lebetegedett, és a parlament Yorkot bízta meg az ország ügyeinek intézésével. Első régenssége alatt York a londoni Towerbe záratta Somersetet, ahonnan csak az uralkodó felépülése után, 1455-ben szabadult. A herceg valamennyi hivatalát visszakapta, és megkezdődött Richárd és a vele szövetséges Neville-ek kiszorítása a kormányzatból. A York-pártiak attól tartottak, hogy Somerset bosszút áll, ezért visszatértek északi birtokaikra, és megkezdték seregeik összegyűjtését. Somerset és köre a nagytanács ülésére, Leicesterbe rendelte Yorkékat 1455. május 21-ére, de ők úgy döntöttek, hogy fegyverrel védik meg magukat.
A királyi udvar, amint értesült a York-csapatmozgásokról, elindult a Londontól 35 kilométerre északra fekvő Saint Albans felé, mert úgy tervezte, hogy ott várja be az érkező erősítést. Május 22-én York csapatai már egész közel jártak az uralkodóhoz, aki a kisebb sereggel nem vállalta az összecsapást nyílt területen, ezért behúzódott Saint Albansbe. York azt követelte a királytól, hogy fogolyként kapja meg Somersetet, de az uralkodó ezt nem teljesítette. Az ütközet az utcai barikádoknál folyt, amíg Sir Robert Ogle hatszáz emberrel a hátsó kertek felől be nem tört a piactérre. A Lancaster-párti katonákat teljesen váratlanul érte az akció, sokukon még sisak sem volt. A Yorkok lerohanták a város főterén összezsúfolódott királyi kíséretet, és a nemeseket lemészárolták. Meghalt Somerset, Clifford és Northumberland. York a csata után bocsánatot kért a királytól a támadásért, amit az uralkodó elfogadott. Másnap, május 23-án együtt indultak Londonba, de VI. Henrik csak látszólag volt szabad.

### York második régenssége

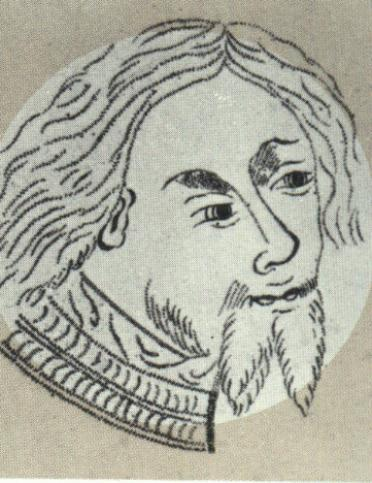
Richard, York hercege

York második régenssége hivatalosan 1455 novemberében kezdődött, amikor a parlament megbízta ezzel a feladattal, valójában azonban már május, a Saint Albans-i győzelem óta tartott. Szemben 1454-gyel, amikor a parlament kérte fel Yorkot az ügyek intézésére a mentálisan beteg király helyett, a törvényhozás most csak szentesítette Richárd nyers erővel alátámasztott szándékát. VI. Henriket meghagyták ugyan a trónon, de a hatalmat York és legfőbb támogatója, a két Richard Neville gyakorolta.
York és köre, amely Saint Albansnál megszabadult legfőbb ellenfeleitől, határozatot fogadtatott el, amely a York-háziak királypártiságát, illetve a már halott Somerset bűneit bizonyította, valamint az adófizetők támogatásának megnyerésére és a király köre anyagi lehetőségeinek korlátozására megkurtította az udvar költségvetését. Kinevezte Richard Neville-t, Warwick grófját Calais parancsnokának, és kifizette a helyőrség elmaradt járandóságát. Ezzel a York-pártiak átvették a legnagyobb állandó angol fegyveres erő feletti irányítást.
Anjou Margit mindezt nem nézte jó szemmel, és az ifjú trónörökössel elhagyta Londont. Végiglátogatta a Lancaster-birtokokat, és megkezdte a York-ellenes szövetség kiépítését. Ősszel a király is csatlakozott hozzá. Decemberben York véget vetett a Courtenay-Bonville-viszálynak azzal, hogy Thomas Courtenay-t bebörtönözte a Towerba. Ezzel ugyan megteremtette a békét az ország nyugati felében, de a Courtenay-családot a Lancasterek mellett kötelezte el. 1456. február 25-én, amikor az egészségesnek tűnő király megjelent a parlamentben, formálisan is véget ért York második régenssége. A király, hogy bizonyítsa az egységet, Yorkot fő miniszterének nevezte ki, és egyelőre meghagyta a Neville-ek posztját is a tanácsban. Anjou Margit ezután azon fáradozott, hogy aláássa York hatalmát, és különböző kinevezésekkel fokozatosan átvette a kormányzat irányítását. A felszínen úgy tűnt, mindenkinek az a célja, hogy véget érjen az ellenségeskedés: 1458. március 24-én, az úgynevezett szeretet napján (Love Day), a különböző pártok tagjai kart karba öltve mentek a Szent Pál-székesegyházba.

### Calais, tüske a köröm alatt
A hatalom visszaszerzése óta a királyné egyre kevesebb pénzt küldetett Warwicknak Calais-ba, így a gróf kénytelen volt a bevételeket kalózkodásból kiegészíteni. 1458 októberében, amiért kifosztotta a Hanza-szövetség hajóit, hazarendelték. Miután megérkezett Londonba, a királyi testőrség rátámadt, és kénytelen volt visszamenekülni Calais-ba. 1459 első felében az udvar megkezdte a felkészülést a leszámolásra a York-házzal. Júniusban a királypárti főurak összeültek Coventryben, és vádat emeltek ellenlábasaikkal szemben. Yorkot és a két Richard Nevielle-t, Salisburyt és Warwickot árulással vádolták meg, és kizárták a tanácsból. A York-pártiak Warwick Ludlow-i váránál gyűltek össze, és megkezdték embereik felfegyverzését, hogy ismét lecsapjanak ellenségeikre. Warwick is megérkezett egy különítménnyel a calais-i helyőrségből.
Az utolsó angol erőd FranciaországbanA rózsák háborújának idején Calais volt Anglia utolsó erőssége francia földön. A garnizonban ezer katona, a legjelentősebb állandó brit sereg állomásozott, ezért kulcsfontosságú volt, hogy ki irányítja az erődítményt. A város fontosságát növelte, hogy Calais-n keresztül vezetett az angol gyapjúkivitel is. Mindazonáltal a helyőrség fenntartása rengeteg pénzbe került, 1450-ben a korona bevételeinek egynegyedét emésztette fel Calais. York első protektorátusa alatt Warwickot nevezte ki az erőd parancsnokának, aki kalózkodással teremtette elő a katonák zsoldját, és a helyőrségből kicsapva, onnan alakulatokat „kölcsönözve” hajózott át Angliába harcolni.
1459. szeptember 23-án Mucklestone közelében, északnyugat Staffordshire-ban a gyülekezőhelyre tartó Richard Neville, Salisbury grófja beleütközött a Lord Audley által vezetett Lancaster-segédcsapatba. A két sereg ütközete Blore Heath-i csataként került a történelemkönyvekbe. Audley két sikertelen lovas rohamot vezetett a York-állások ellen, a másodikban ő is elesett. Ekkor Dudley lordja vette át a Lancaster-sereg irányítását. Három-négy óra tusakodás után a királypárti csapatok végül feladták a küzdelmet. A király fő csapatai aznap este elérték az ütközet helyszínétől mindössze tíz kilométerre fekvő Eccleshallt, de a Yorkok az éjszaka elvonultak Worcester felé, majd a ludfordi hídnál építették ki védelmi állásaikat.
Ludfordból a lázadók levelet küldtek a királynak, amelyben felsorolták azokat az okokat, amiért fegyvert ragadtak. VI. Henrik kegyelmet ígért nekik, ha megadják magukat, kivéve azoknak, akik Lord Audley haláláért felelősek. Ez a kitétel Salisbury grófjára vonatkozott, ezért nem fogadhatták el az uralkodó feltételeit. Október 12-én a király serege elérte Ludfordot. Amikor kiderült, hogy Andrew Trollope, a calas-i kontingens parancsnoka nem hajlandó harcolni az uralkodó ellen, és átállt az amúgy is túlerőben lévő Lancasterekhez, York Írországba, Warwick pedig Calais-ba szökött.
Novemberben Coventryben összeült a parlament, amely árulásért elmarasztalt 27 York-párti nemest, és birtokaikat elkobozta. Richárd eközben Írország ura lett, ugyanis ott azt állította, hogy ő a király helytartója. December 4-én ugyan Londonban kinevezték erre a pozícióra Wiltshire grófját, de nincs nyoma annak, hogy valóban megkísérelte volna elfoglalni hivatalát.Az udvar ezután először Calais-ból akarta kiűzni a lázadókat, de nem járt sikerrel, mivel Warwick kétszer is lecsapott Sandwichre, ahol a Lancaster-flotta hajói épültek, és megsemmisítette a vitorlásokat. Márciusban Írországba hajózott, hogy Richárddal tárgyaljon. A csatornán Henry Holland, Exeter hercege vadászott rá hajóival, de nem merte vállalni a tengeri csatát, és Warwick májusban sikeresen visszatért Calais-ba. Ugyanebben a hónapban kicsapott franciaországi erődjéből, és elfoglalta Sandwich városát; ezzel megszerezte a partraszálláshoz szükséges angliai hídfőt. A Yorkok propagandájának köszönhetően sokan várták Richárd herceg hazatérését Írországból, mert a kiáltványok azt terjesztették, hogy egyetlen vágya az ország problémáinak orvoslása. Mivel népszerűségük folyamatosan nőtt, Warwick 1460. június 26-án komoly sereggel indult London ellen, amely ellenállás nélkül megadta magát. Warwick ezután Közép-Anglia felé vette az irányt, ahol VI. Henrik tartózkodott.

### York trónigénye és halála
Az 1460. július 10-ei northamptoni csata megkezdése előtt Warwick többször is alkalmat kért arra, hogy a királlyal találkozzon, de Humphrey Stafford, Buckingham hercege mindannyiszor visszautasította ezt az uralkodó nevében. A nagyjából egyharmados túlerőben lévő Yorkokkal szemben a király csapatai védekező pozíciót vettek fel Northampton városfalain kívül, háttal a Nene folyónak. Soraik előtt egy vizes árok húzódott, amelyet hegyes karókkal erősítettek meg. Délután Warwick parancsot adott a rohamra. A szakadó esőben a Lancaster-csapatok nem tudták használni az ágyúkat. Warwick és March grófja a jobbszárnyra összpontosította támadását, amelynek Edmund Grey, Kent grófja volt a parancsnoka. Grey áruló volt, parancsára emberei letették fegyverüket, és a Yorkok ellenállás nélkül beözönlöttek a királyi csapat vonalai közé.

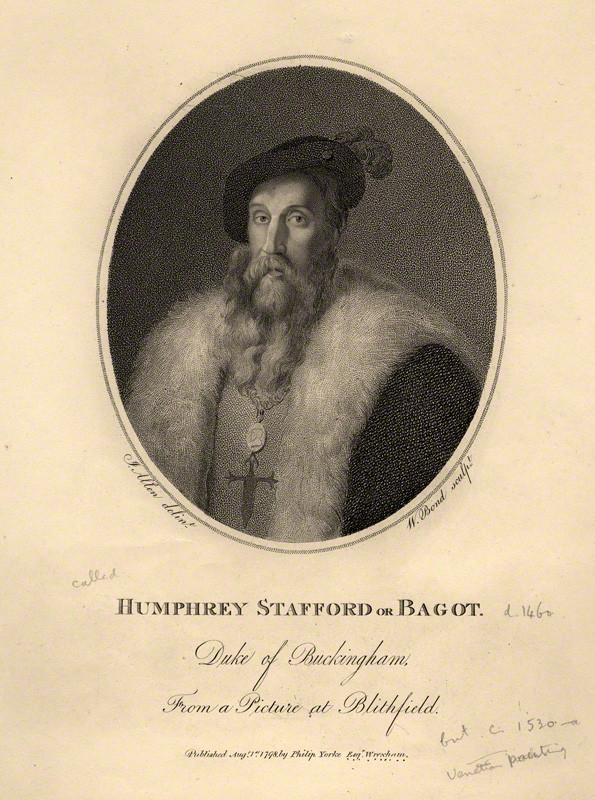
Humphrey Stafford, Buckingham hercege

A northamptoni vereség katasztrofális következményekkel járt a Lancastereknek: meghalt Buckingham, Shrewsbury és Thomas Percy, Egremont bárója, és ismét fogságba esett az uralkodó. Az, hogy a király és a kormányzat Warwick kezébe került, teljesen megváltoztatta York addigi politikáját. Richárd úgy döntött, megszerzi a koronát magának, és szeptember első hetében ezt tudatta támogatóival. Írországból visszatért Angliába, és kényelmesen, királyi külsőségek között indult Londonba. Útján trombitások és harsonások kísérték, kardját pedig előtte vitték. 1460. október 10-én érkezett meg a fővárosba. Ellátogatott Westminsterbe, ahol a parlament ülésezett, és nyilvánvalóvá tette, hogy a trónt akarja. A főurak azonban nem támogatták. Mivel York ragaszkodott szándékához, a parlament legfelsőbb bírósága elé került az ügy, amely hosszas vonakodás után a Megbékélési dekrétumban kimondta: VI. Henrik megtarthatja a trónt, de ha meghal, York, majd az ő örökösei követik.
Ez a dekrétum alapot adott Anjou Margitnak, hogy újrakezdje a polgárháborút fia jussáért. Az ősz során egyre többen csatlakoztak a Lancaster-pártiakhoz. A York-kormányzat dekrétumaival nem törődtek, sőt északon még a York- és Neville-birtokokat is feldúlták. A gyülekező Lancasterek ellen december 9-én megindultak a Yorkok Londonból: Plantagenet Eduárdot, March grófját, a későbbi IV. Eduárdot Walesbe küldték, Warwick Londonban maradt, hogy őrizze VI. Henriket, York pedig Salisburyvel, Edmund fiával és Thomas Neville-lel Wakefield felé menetelt nagyjából hatezer katonával. Abban bíztak, hogy csatlakozik hozzájuk John Neville, Neville bárója, és csatára késztethetik a király hadát. A báró azonban átállt az ellenség oldalára.
1460. december 30-án a szemben álló felek Wakefieldnél megütköztek. Ma nem ismertek az okok, hogy York miért hagyta el a vár biztonságát, ahol tartózkodott. A nyílt területen a királypártiak bekerítették és legyőzték a lázadókat, és az ütközetben elesett Richárd yorki herceg, valamint fia, Edmund. Másnap kivégezték Richard Neville-t, Salisbury grófját, és a halott főurak fejét közszemlére tették.

## Az út IV. Eduárd megkoronázásáig (1460–1461)

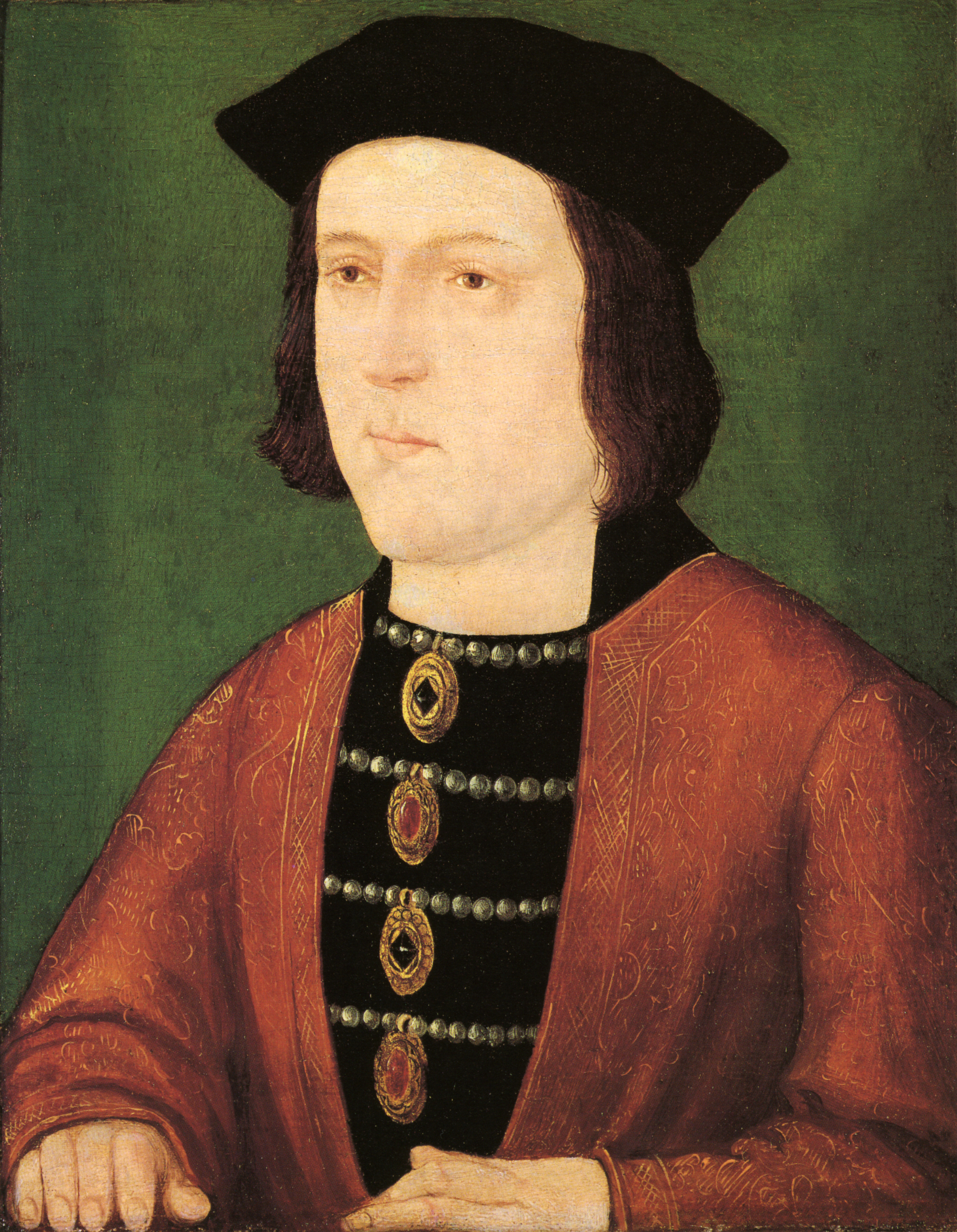
IV. Eduárd

A wakefieldi ütközet után szabad volt az út Anjou Margit angol királyné és a Lancaster-ház serege előtt London felé. A Yorkoknak két nagyobb hadteste maradt: az egyiket Warwick, a másikat, a walesi határ közelében állomásozót March 18 éves grófja, Plantagenet Eduárd vezette. Úgy döntött, csatlakozik Warwickhoz, de amikor megtudta, hogy Wiltshire grófja franciákból, bretonokból és írekből álló csapata partra szállt Wales délnyugati részén, és ott egyesült Jasper Tudor, Pembroke grófja seregével, elindult feléjük, hogy megakadályozza csatlakozásukat a lancasteri főerőhöz. A két sereg Mortimer′s Crossnál találkozott.
Február 2-án, néhány órányi manőverezés után, a két sereg összecsapott. Wiltshire a harcedzett zsoldosokkal lerohanta a Yorkok jobbszárnyát, és azt kiszorította a csatatérről. Owen Tudor megpróbálta átkarolni a balszárnyat, amelyet William Herbert vezetett, de ez nem sikerült, sőt ő került szorongatott helyzetbe. A York-centrumot a fiatal Eduárd irányította, és legyőzte Pembroke vele szemben felálló csapatait. A feltételezések szerint Wiltshire zsoldosai nem harcoltak tovább, miután Pembroke vonalai felbomlottak. Pembroke és Wilthsire elmenekült, Owen Tudort, a későbbi Tudor-dinasztia fejét a herefordi vásártéren kivégezték. A csata után Eduárd elmondta, hogy február 2-án három napot látott felkelni, amelyet az elkövetkező csata kedvező előjeleként értelmezett. Később a napsugarak megjelentek címerében is.
A győzelem után Eduárd az ország nyugati részén maradt, ezért az ország délkeleti részén Warwick grófjának nélküle kellett megütköznie Anjou Margit északról dél felé tartó csapataival. A gróf 1461. február 12-én indult el a fővárosból, de csak Saint Albans városkáig jutott, ahol a rózsák háborúja hat évvel korábban kirobbant. Warwick úgy döntött, ott várja be a királypárti sereget. A résztvevők számáról nincsenek pontos adatok, de valószínűnek látszik, hogy összesen legalább húszezer katona állt csatasorba. Warwick elsősorban védekezésre készült, és csapatai széles, mintegy hat kilométeres arcvonalban álltak fel. A gróf három nagyobb részre bontotta seregét. Több támadást is kiálltak, de mivel rossz volt az összeköttetés a csapattestek között, nem tudtak időben erősítést vinni a szorongatott helyekre, így nem tudtak ellentámadást sem indítani. Miután a királypártiak átkarolták a Yorkokat, többen átálltak hozzájuk.
Az éjszaka sötétjében Warwick serege feloszlott, és a gróf is kénytelen volt elmenekülni. A király kiszabadult, és csatlakozott feleségéhez. A csata után Lord Bonville-t és Sir Thomas Kyrielt lefejezték. Warwick testvérét, John Neville-t, Montagu márkiját foglyul ejtették. Az Anjou Margit vezette Lancaster-erők nem tudták kihasználni győzelmüket, mert a két yorki sereg február 22-én mégis egyesült, és bevonult Londonba. Plantagenet Richárd yorki herceg fia IV. Eduárd néven megkoronáztatta magát, és szilárdan megvetette lábát a fővárosban.

## Eduárd a trónon (1461–1467)
Miközben a Yorkok berendezkedtek Londonban, a Lancasterek északra vonultak vissza. IV. Eduárd 1461. március 6-án kiáltványban ígért kegyelmet a kisebb jövedelmű Lancaster-támogatóknak, hogy éket verjen a főurak és segítőik közé, majd elindult Anjou Margit serege után. A szemben álló erők Ferrybridge-nél, egy fontos folyami átkelőnél találkoztak.
A ferrybridge-i csata március 27-én kezdődött, amikor a Yorkok átkeltek a castlefordi gázlón, és elfoglalták a kulcsfontosságú hidat, de másnap hajnalban rajtuk ütöttek a Lancaster-csapatok, és visszafoglalták az átkelőt. Eduárd és Warwick a yorki fősereggel megtámadta a hidat. A véres harcban sokan a jéghideg folyóba fulladtak, sokakat nyíl talált el, köztük Warwickot, aki a lábán sebesült meg. Eközben Lord Fauconberg ezer lovassal átkelt a castlefordi gázlón, és a királypártiak kénytelenek voltak feladni a hidat. John Clifford, Clifford bárója, aki Wakefieldnél megölte Edmundot, York 17 éves fiát, visszavonulás közben elesett.

### A towtoni vágóhíd

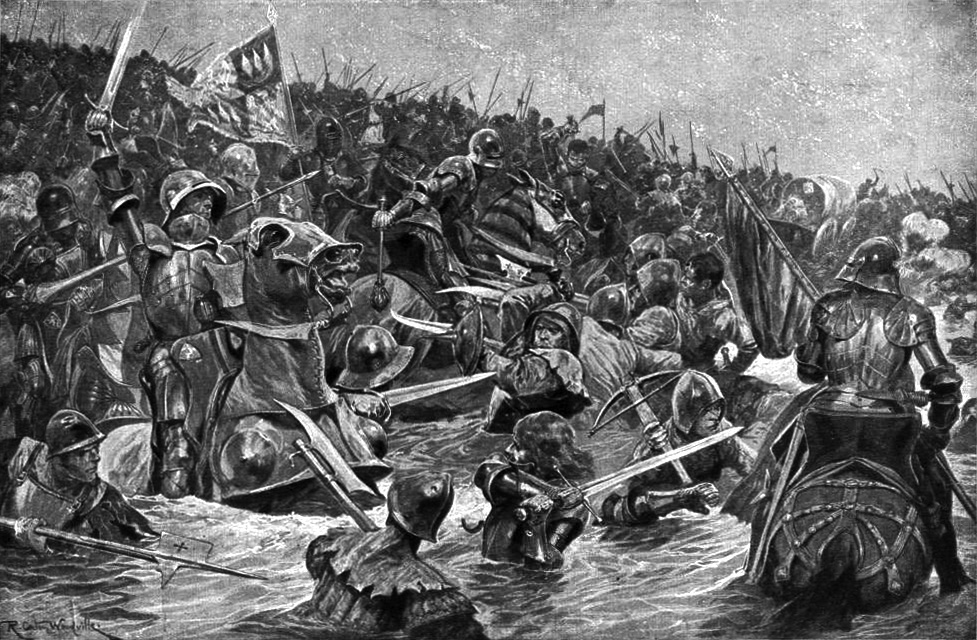
Richard Caton Woodville rajza a csatáról

Két nappal később, március 29-én lezajlott minden idők legvéresebb ütközete Anglia földjén, Towtonnál. Az előny a Lancasterek oldalán volt: ők választották meg a harcmezőt saját területükön, számbeli és a csapatokat tekintve minőségi fölényben voltak, több főúr csatlakozott hozzájuk, mint Eduárdhoz, valamint ellenfelüknél könnyebben jutottak takarmányhoz és ételhez. A feltételezések szerint nagyjából 80 ezer – 42 ezer Lancaster és 36 ezer York – harcos vett részt az ütközetben, közöttük 28 főnemes, többségük VI. Henrik oldalán. Ha ez igaz, akkor Anglia fegyverforgató korú lakosságának tíz százaléka ott volt a csatamezőn. VI. Henrik seregét Somerset hercege, míg a Yorkokét IV. Eduárd vezette.
A szél a Yorkokat segítette, így a Lancaster-csapatok kénytelenek voltak folyamatos nyílzáporban megrohamozni az ellenfelet. A frontális támadás órákon át tartott. A Yorkok folyamatosan hátráltak a létszámfölényben lévő ellenség elől. A korabeli krónikák kiemelik, hogy IV. Eduárd az első sorokban harcolt, és mindig ott tűnt fel, ahol megingott a védelem, miközben ellenfele, VI. Henrik most sem volt a csatatéren. Emberei élén verekedett a korábban nyíltól megsebesült Warwick is. Amikor egy addig rejtőzködő Lancaster-csapat bekapcsolódott a csatába, a Yorkok majdnem összeomlottak, de a fiatal király jelenléte erőt öntött embereibe. Délután megérkezett Norfolk, és rátámadt Henrik balszárnyára, amely hirtelen megroppant, és több ezer katona menekülni kezdett. Ez a Yorkok számára döntötte el az ütközetet. A becslések szerint 28 ezer ember halt meg a csatatéren.

### Skót betörés és két ütközet
A towtoni csata után nagyjából három évig relatív nyugalom volt Angliában. IV. Eduárd 1462-ben fontos erődítményeket szerzett meg északon, a Lancasterek hátországában. Fő hadvezére, Warwick grófja egy ideig még a határvidéken maradt, de miután 1463 elején visszavonult délre, a Lancasterek ismét megerősödtek. Márciusban a skótok és a segítségükre küldött franciák visszafoglalták Bamburgh-öt és Dunstanburgh-öt. IV. Eduárd a történtek hatására John Neville-t, Montagu márkiját nevezte ki a keleti határvidék kormányzójává május 26-án.

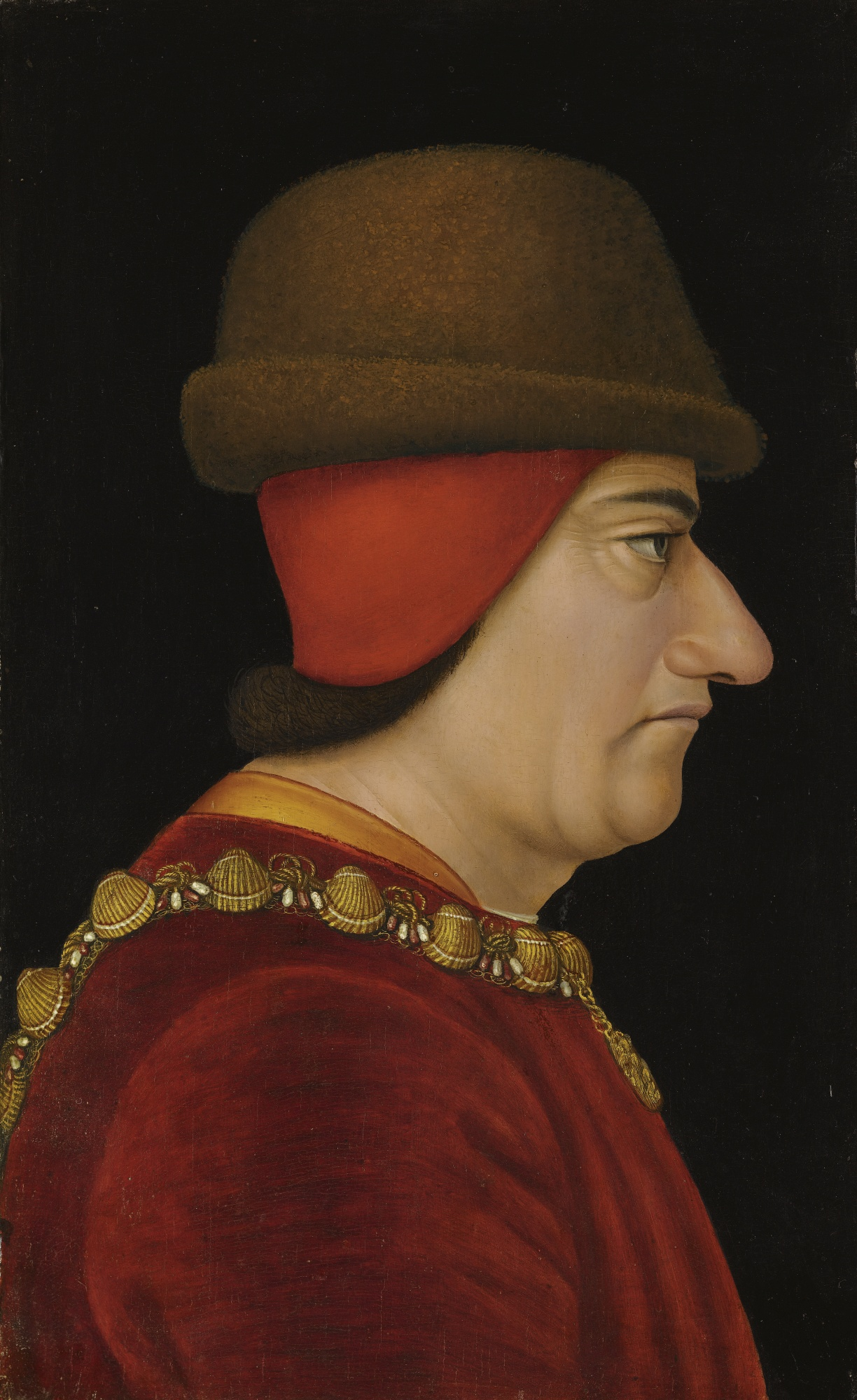
XI. Lajos francia király

Június 3-án Warwick elindult északra. Amikor megérkezett, megtudta, hogy Anjou Margit, VI. Eduárd felesége rávette a skót régenstanácsot, hogy törjenek be ismét Angliába. Warwick azt kérte a királytól, hogy toborozzon sereget, és induljon északra. Július elején a skótok megtámadták Norham várát, de Warwick megfutamította őket. A Lancasterek helyzetét jelentősen megnehezítette, hogy fő támogatójuk, XI. Lajos francia király tárgyalásokat kezdett a Yorkok szövetségesével, Burgundiával. A kétségbeesett Anjou Margit megpróbált kibékülni régi ellenfelével, Károly burgundi herceggel, de ez nem sikerült, és 1463. október 8-án a felek aláírták a háromoldalú – angol–francia–burgundi – megállapodást. A magukra maradt skótok tárgyalni kezdtek IV. Eduárddal, és december 9-én fegyverszünetben állapodtak meg.
A diplomáciai sikerek nem hoztak megnyugvást, mert a kormányzat népszerűtlen volt az adófizetők között, és a Lancastereknek sikerült lázadásokat szítaniuk. IV. Eduárd, hogy pontot tegyen a háborúskodás végére, 1464. március 27-én bejelentette, hogy hadjáratot vezet VI. Henrik hívei ellen. Április közepén Montagu Newcastle-ben csapatokat gyűjtött, és észak felé nyomult. 1464. április 25-én Hedgeley Moornál összecsapott a Lancasterek seregével. A szokásos nyílzápor után Montagunak sikerült áthatolnia az ingoványon, és támadásától a Lancasterek bal szárnya hirtelen, valószínűleg a rossz morál miatt, összeomlott és megfutamodott. Montagu ezután a megmaradt Lancasterek ellen fordult, és túlerejét kihasználva legyőzte őket. Az Anjou Margit csapatait vezető Somerset és más nemesek az ütközet közben elmenekültek, és magára hagyták katonáival Ralph Percyt a csatatéren, aki végül elesett az egyenlőtlen küzdelemben.
A Hedgeley Moor-i győzelem lehetővé tette, hogy a skót követek megérkezzenek Yorkba, és megkezdjék a béketárgyalásokat IV. Eduárd angol királlyal. Ez kétségbeejtő helyzetet teremtett VI. Henrik hívei számára, amelyet csak egy gyors győzelemmel változtathattak volna meg, ezért dél felé indultak, hogy megütközzenek Montagu kisebb létszámú csapatával. A Hexhamben táborozó Lancaster-seregre december 15-én váratlanul lecsapott Montagu. Manőverezésre nem volt hely, ezért Somerset az örvénylő folyónak, az Ördög vizének háttal állította fel csapatait. Montagu katonái magaslatról támadtak, és betörtek a Lancaster-vonalak közé. A Yorkok Somerset centrumát a folyó felé szorították, és sokan belefulladtak a vízbe. VI. Henrik csapatai ezt látva megfutamodtak, csakúgy, mint Hedgeley Moornál. A hexhami csata után Montagu kegyetlenül lemészárolta a Lancaster-vezetőket. Angliában nagyjából három év nyugalom következett.

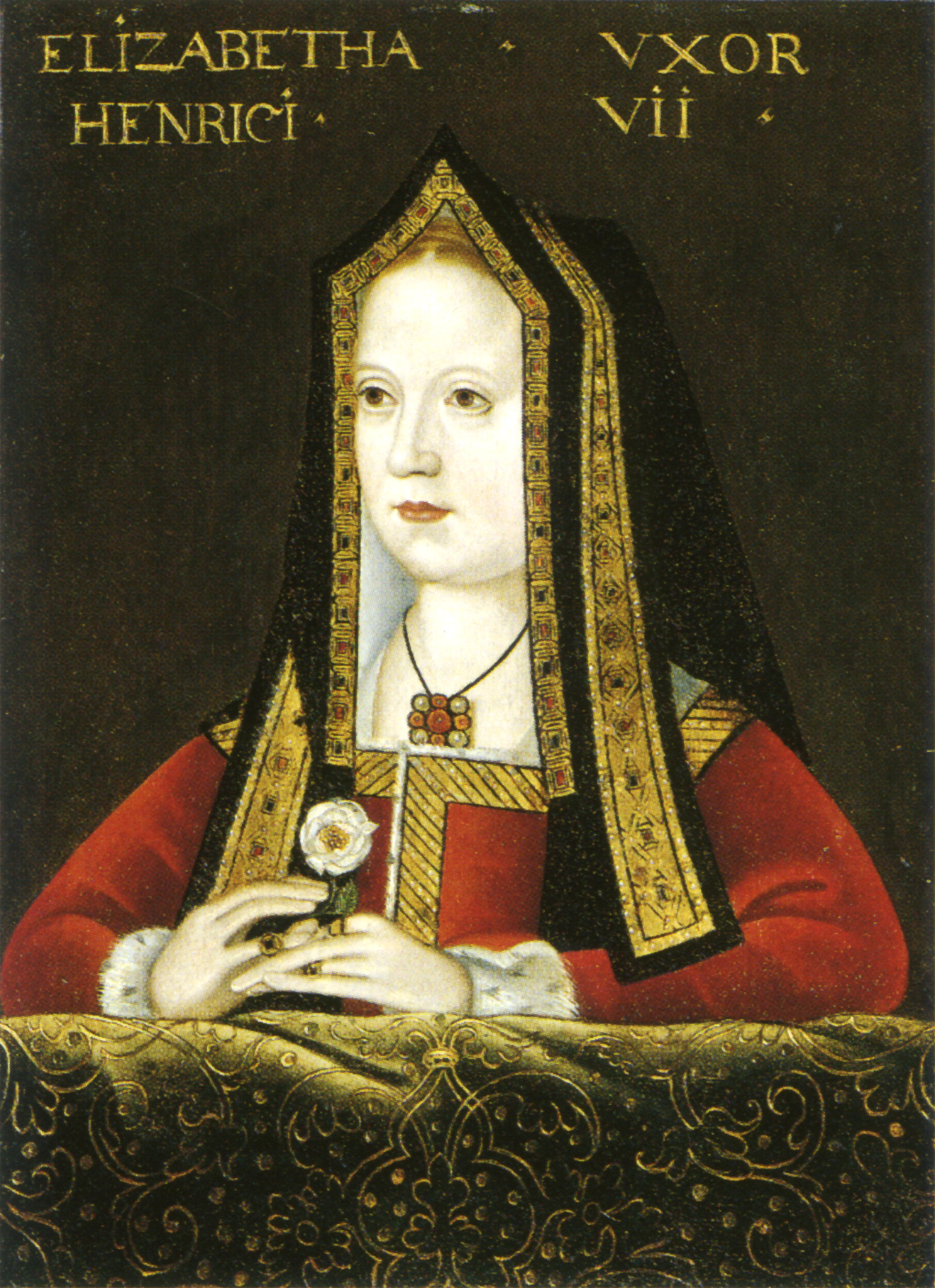
Yorki Erzsébet
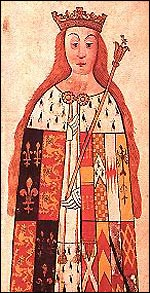
Anne Neville
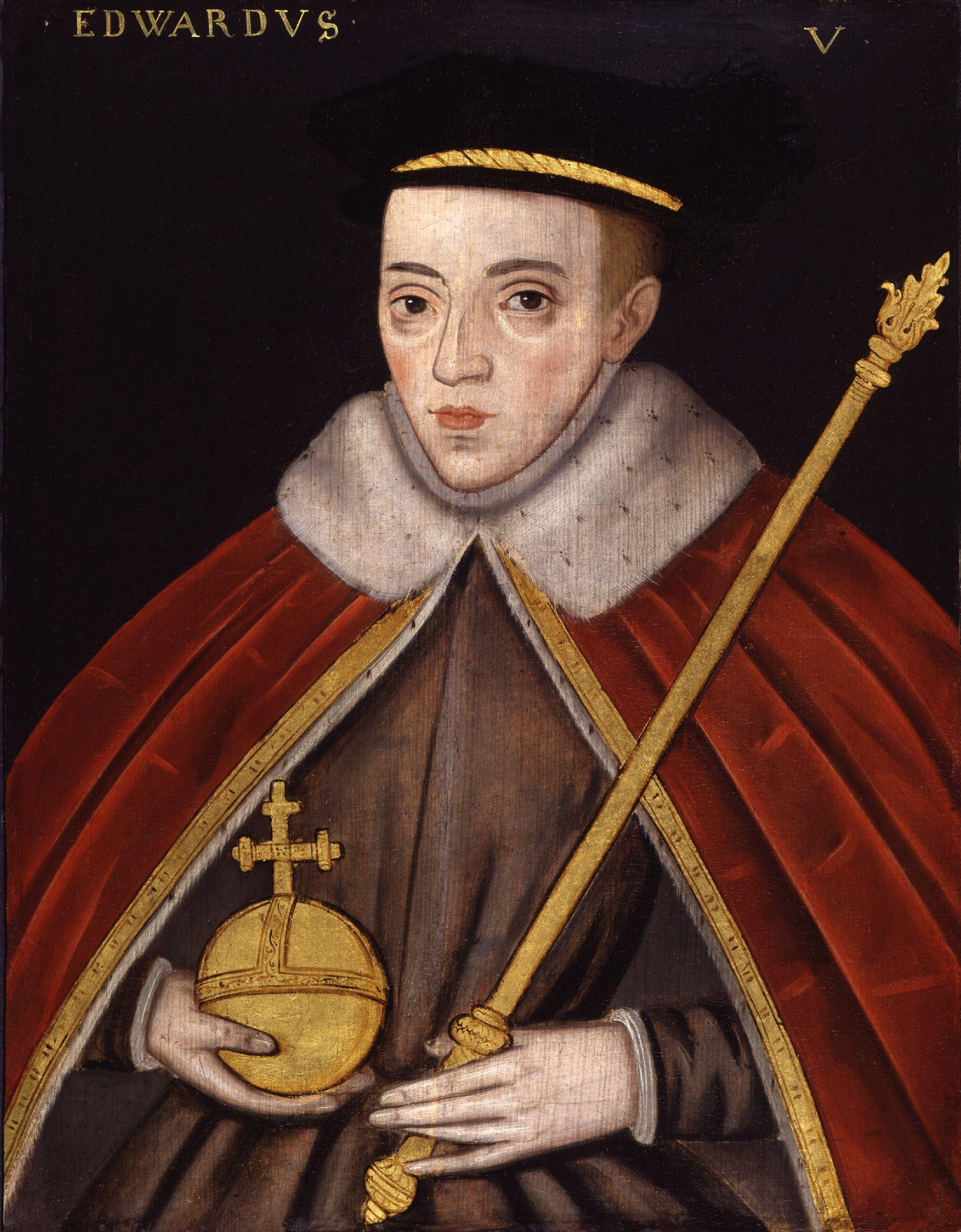
V. Eduárd
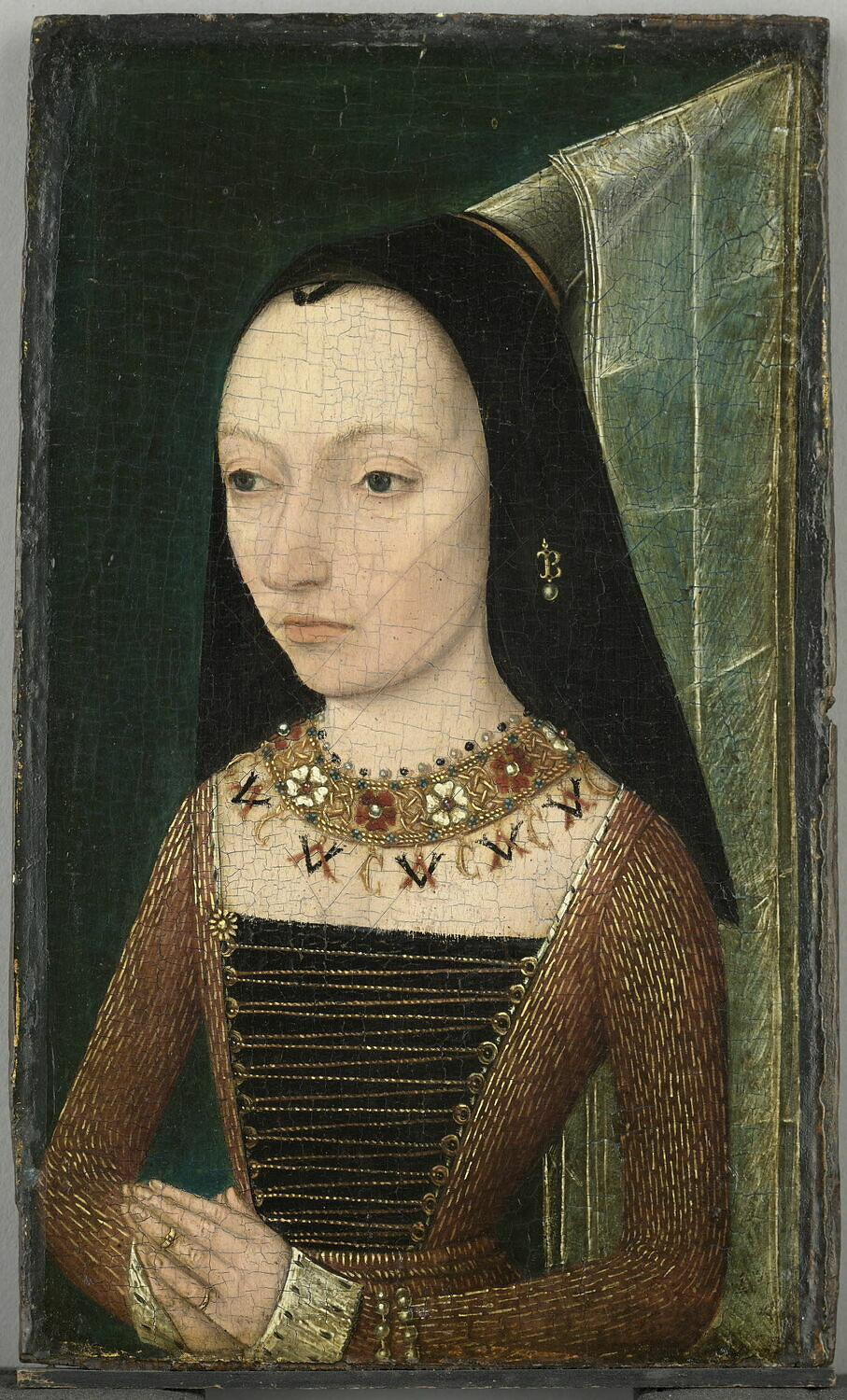
Yorki Margit
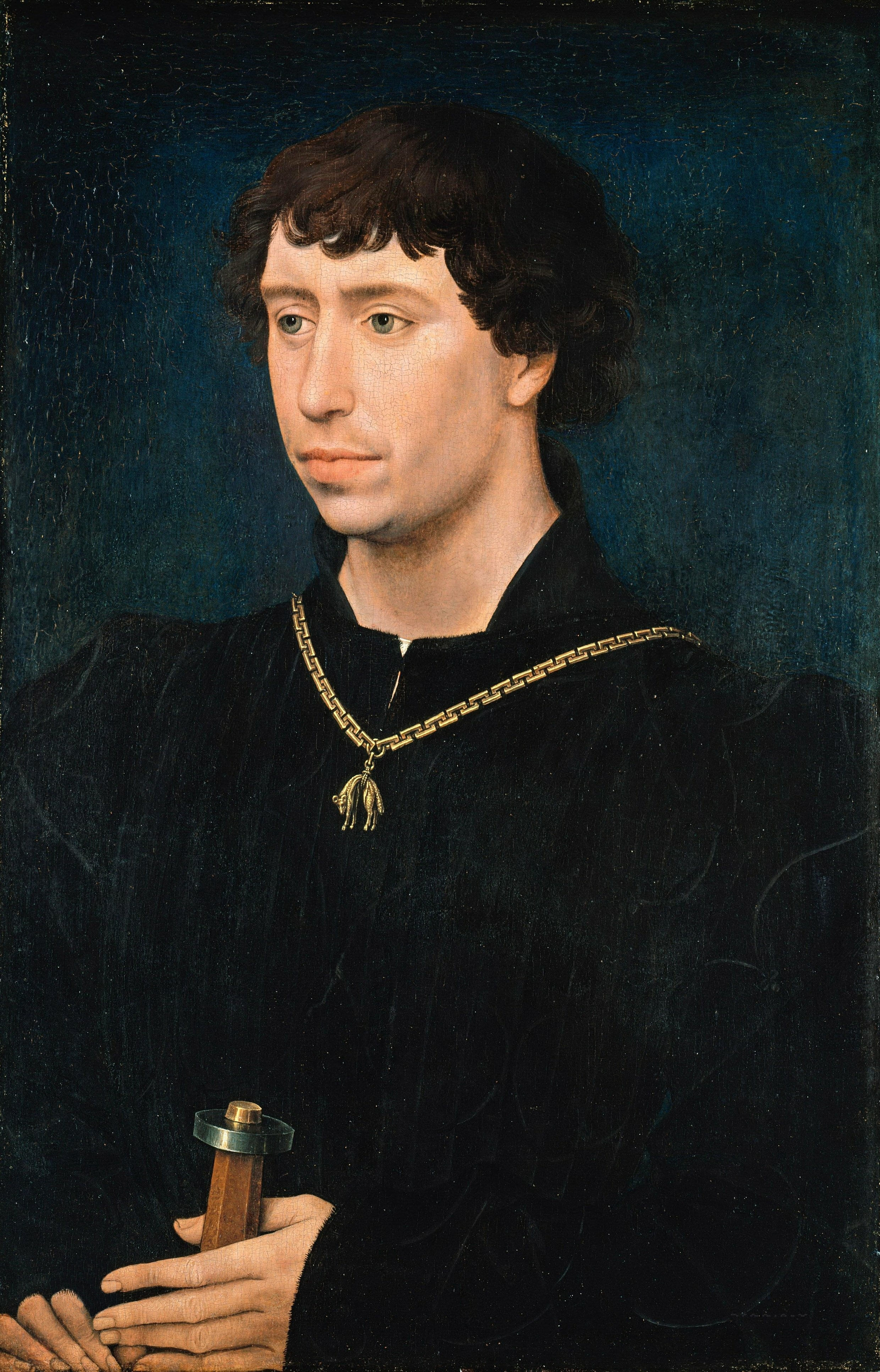
Károly burgundi herceg
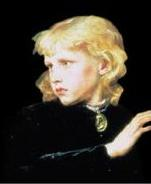
Richárd yorki herceg

## Warwick pálfordulása (1467–1470)

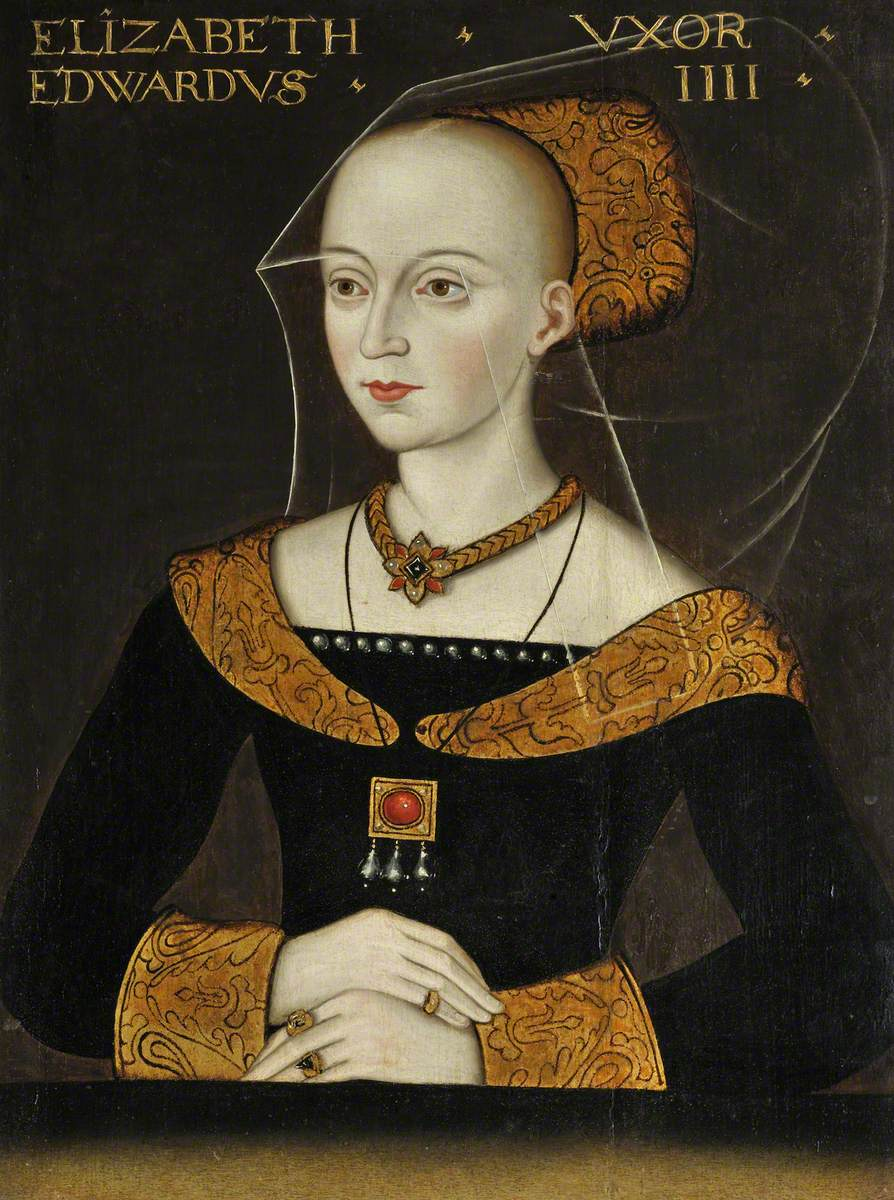
Elizabeth Woodville

1467-ben, nyolc évvel a nagy towtoni győzelem után a York-házi IV. Eduárd ült a trónon, Lancaster-házi vetélytársa, VI. Henrik pedig a Towerben raboskodott. IV. Eduárd hatalmát egyik leghűségesebb támogatója, Warwick grófja segített megszilárdítani. Viszonzásként ő és családja fontos pozíciókat és nagy grófságokat kapott. Kettejük békés együttélésének a király titokban kötött házassága vetett véget. A gróf azt szerette volna, ha az uralkodó egy francia nemes lányát veszi feleségül, hogy így szövetségessé tegyék Franciaországot, de IV. Eduárd a közrendű Elizabeth Woodville-t választotta, és a burgundi szövetség mellett döntött. Ezen felül a király számos más lépésével sértette Warwick önérzetét, leginkább azzal, hogy nem járult hozzá testvére, György clarence-i herceg és a gróf idősebb lánya, Isabel házasságához, amitől Warwick családjának öröksége függött.
Rontott kapcsolatukon, hogy a király magas pozíciókhoz juttatta felesége rokonait, hatalmas birtokokat adományozott nekik, valamint beházasította őket különböző vagyonos családokba, köztük Warwickéba is. A gróf úgy érezte, kitúrták őt a király legbelsőbb köréből, és elvesztette addigi hatalmát az ország ügyeinek irányítása felett. Végül korábbi szolgálatai ellenére az uralkodó visszavonta Warwick kancellári kinevezését. A sértett gróf 1467-ben megszerezte György támogatását egy tulajdonképpeni államcsínyhez.

### Warwick győzelme Edgecote Moornál

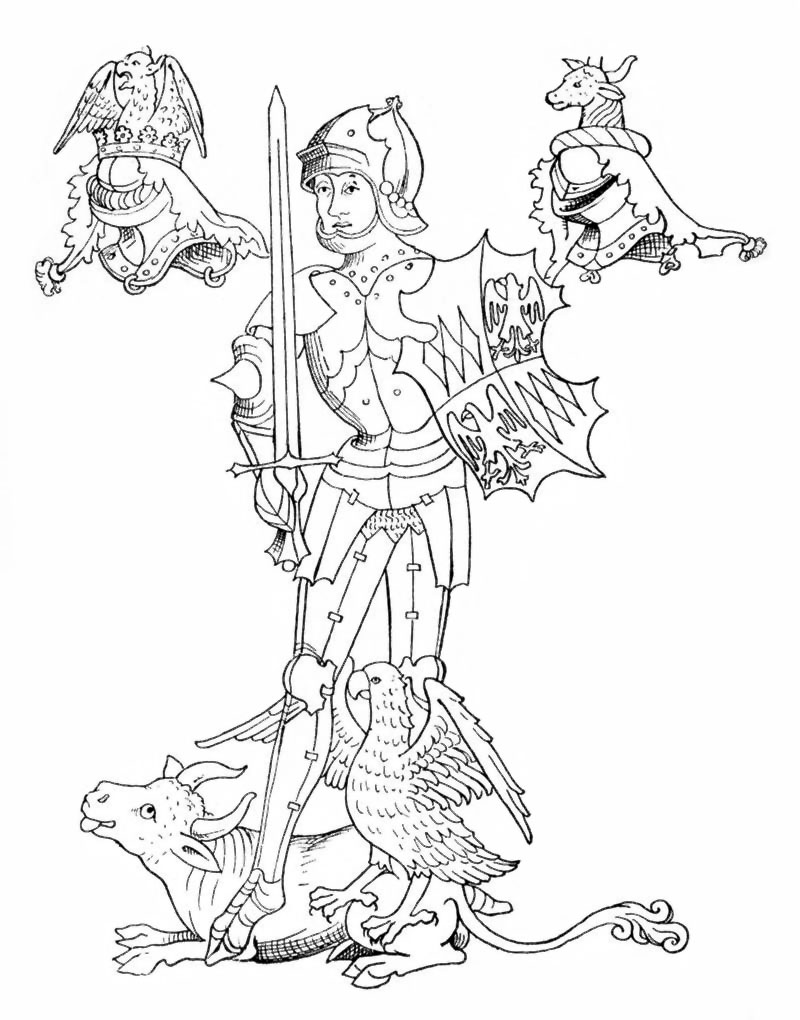
Warwick grófja

1468 őszén és 1469 tavaszán felkelés tört ki északon. A lázadás Yorkshire-ben robbant ki, állítólagos vezetője Redesdale-i Robin volt, de a név mögött valószínűleg a Neville-ekhez tartozó Sir John Conyers állt. A király egy nem túl erős csapattal elindult, hogy szétverje a lázadó erőket. 1469. július 11-én a király öccse feleségül vette Isabel Neville-t, Warwick lányát. Másnap kiáltványt adtak ki, amelyben a király korrupt kormányát támadták, valamint jogosnak nevezték és támogatásukról biztosították Redesdale-i Robin felkelését. Warwick Calais-ból áthajózott Angliába, és bevonult Londonba, amely ellenállás nélkül nyitotta ki kapuit előtte. A gróf ezután Northamptonba vonult, hogy hátba támadja a királypártiakat.
Az északra tartó királynak fogalma sem volt arról, hogy a lázadás mögött Warwick és saját öccse áll. Július közepén megállt Nottinghamben, és ott várta a Walesből érkező erősítést. A IV. Eduárd csapatait irányító William Herbert, Pembroke grófja és Humphrey Stafford, Devon grófja július 25-én este összeveszett. Devon az íjászokkal visszavonult Banbury felé, így Pembroke egységében csak a walesi gyalogosok maradtak. A lázadók másnap reggel megtámadták a királypártiak állásait. Pembroke katonái keményen harcoltak, de az íjászok hiányában kénytelenek voltak súlyos áldozatok árán visszavonulni. Amikor megjelent Warwick seregének előőrse is a harctéren, egy újabb lázadóroham áttörte Pembroke vonalait, még azelőtt, hogy Devon a helyszínre ért.
Conyers elesett, Pembroke és fivére fogságba került, őket Warwick jelenlétében másnap Northamptonban kivégezték. Devont néhány héttel később Somersetben ölték meg. Richard Woodville-t, Rivers grófját és fiát, akiket IV. Eduárd saját biztonságuk érdekében távol tartott a csatától, Warwick utasítására Coventryben kivégezték. A királyt Warwick testvére, George Neville érsek fogta el, így a kormányzati hatalom Warwick és Clarence kezébe került.

### A király rövid fogsága és visszatérése
IV. Eduárdot az Edgecote Moor-i csata után látszólag királynak kijáró hódolattal kezelték, de szigorú felügyelet alatt tartották Middleham várában. Warwick néhány hét múlva kényelmetlen helyzetbe került: mivel az ország számos helyén nem működött a törvényes hatalom, zavargások robbantak ki, egyes főurak pedig éltek az alkalommal, és régi vitáikat rendezték le ellenfeleikkel. Északon egy Lancaster-párti nemes, Sir Humphrey Neville felkelést robbantott ki. Warwick úgy döntött, személyesen veri le a felkelőket, de kiderült, csak nagyon kevesen tartanak vele. Kénytelen volt IV. Eduárdod szabadon engedni, aki Richárd gloucesteri herceg, a későbbi uralkodó segítségével gyorsan megszilárdította hatalmát. Meglepő módon az uralkodó nem állt bosszút Warwickon és öccsén, Györgyön, hanem a megbékélést választotta.

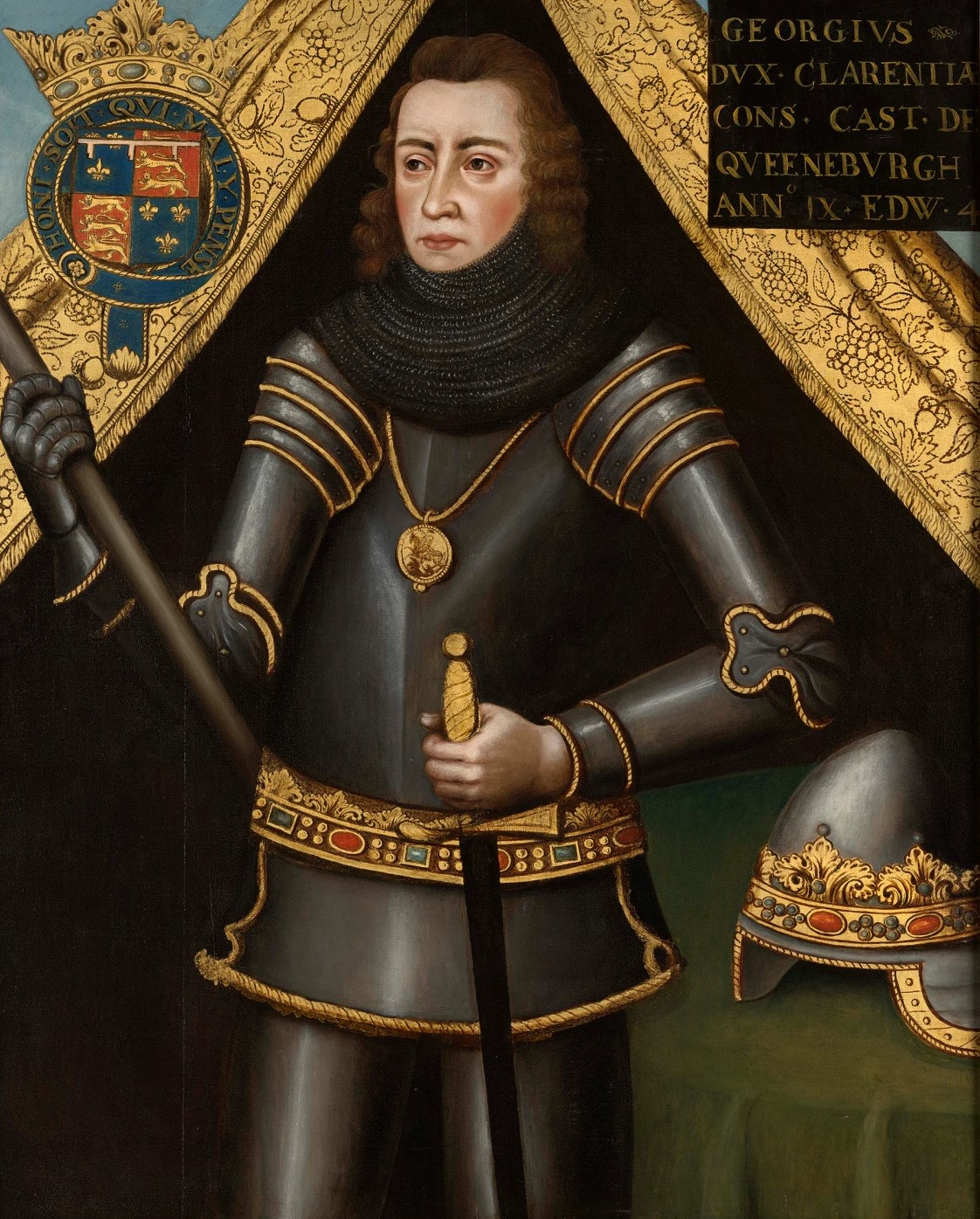
Plantagenet György, Clarance hercege

Warwick azonban elégedetlen volt, hiszen ugyanott tartott, mint egy évvel korábban. Tisztában volt azzal is, hogy a király hiába mutatkozik barátságosnak vele, lázadását és kegyetlenkedéseit nem felejti el. Terve egyértelmű volt: megdönti IV. Eduárd hatalmát, a trónra pedig Györgyöt, idősebb lánya férjét ülteti. Ezért a Yorkokkal ellenséges Lancaster-házhoz fordult segítségért. Kapóra jött neki, hogy 1469 őszén és 1470 telén Robert Welles, egy korábbi Lancaster-támogató, Richard Welles, Welles bárójának fia vitába keveredett szomszédjával, Sir Thomas Burgh of Gainsborough-val, a király főlovászmesterével, és embereivel feldúlta annak birtokát. IV. Eduárd csapatokat gyűjtött, hogy leverje a lázadást. Tavasszal Warwick és Clarence segítségével Robert Welles kinevezte magát a Lincolnshire-i közemberek kapitányának. A lázadók ellen tartó IV. Eduárd március 8-án levelet kapott öccsétől és Warwicktól, amelyben azt ígérték, sereggel csatlakoznak hozzá. A király ennek tudatában engedélyezte Warwicknak, hogy katonákat sorozzon.
Az ellenséges erők 1470. március 12-én megvívták a Losecote Field-i ütközetet. A csata előtt a király a két had közötti üres területen kivégeztette a lázadó Robert Welles apját. A lázadók kiáltozása – „Warwick, Clarance” – végképp meggyőzte őt az árulásról. A tüzérségi tűz után a jól képzett királyi sereg átgázolt ellenfelén. A menekülők eldobálták a Warwick és Clarance jelvényével díszített zubbonyaikat, innen kapta nevét a csatatér: az Elveszett ujjasok mezeje. Sir Robert Welles fogságba esett, és megtalálták nála Warwick és Clarance leveleit. Eduárd azt üzente nekik, hogy fegyverezzék le csapataikat, és jelenjenek meg előtte, de ők Franciaországba hajóztak.

### VI. Henrik a trónon

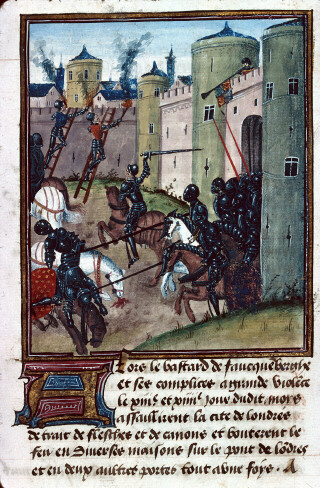
London ostroma

1470. július 22-én Angers-ban Anjou Margit angol királyné fogadta Warwickot, és megbocsátott neki mindazért, amit korábban családja ellen elkövetett. Megállapodtak arról, hogy Warwick részt vesz az Anglia elleni invázióban, valamint VI. Henrik fia, Lancasteri Eduárd walesi herceg feleségül veszi Warwick lányát, Anne Neville-t. Az ősi ellenfeleket XI. Lajos francia király ültette egy asztalhoz, hogy visszaszerezze VI. Henrik trónját, majd létrehozza a francia-angol szövetséget Burgundia ellen. A terv szerint az inváziót felkelések előzik meg északon, hogy elcsalják a királyt Londonból. IV. Eduárd eközben a burgundi flottával kiegészült hajóhadát a csatornára küldte, hogy a vízen támadják meg az inváziós sereget.
Július végén megkezdődtek a felkelések Észak-Angliában. Mindkét megmozdulásban a Neville-ekkel szoros kapcsolatban álló helyi nemesség vett részt. IV. Eduárd a várakozásoknak megfelelően fegyverbe szólított, és elindult, hogy személyes verje le a lázadást. Közeledésének hírére a lázadók szétfutottak. A király, ahelyett, hogy visszament volna Londonba, Yorkshire-ben maradt. Szeptember 9-én, kihasználva, hogy a vihar szétszórta az angol–burgundi blokádot, Warwick kihajózott, és Exeter közelében partra szállt. A sikeres agitációnak köszönhetően hamarosan 30 ezres sereget gyűjtött. A király ennek ellenére nyugodt volt, és Doncasterben várta John Neville-t, Montagu márkiját és csapatait. Montagu azonban átállt testvére, Warwick oldalára, így az uralkodónak nem maradt más választása, mint a visszavonulás és a menekülés Németalföldre. 1470. október 6-án Warwick és kísérete megérkezett Londonba. A királyhoz mentek a Towerbe, kiszabadították, hűséget esküdtek neki, és VI. Henrik ismét elfoglalhatta trónját.

## IV. Eduárd második uralkodása (1471–1483)
1471. március 2-án IV. Eduárd 36 vitorlással, fedélzetükön 1200 katonával kihajózott a németalföldi Vlissingenből, hogy visszaszerezze koronáját. Tizenkét nappal később partra szállt Ravenspurnél. Mivel a helyiek ellenségesen viszonyultak a Yorkokhoz, csak nagyon kevés katonát tudott toborozni. IV. Eduárd azt hazudta, hogy nem a koronát, csak az apja jogán járó hercegi címet akarja visszaszerezni. Közép-Angliába vonult, ahol a legerősebb támogatói voltak. A Neville-ek nem zargatták, Northumberland grófja pedig, aki a terület Lancaster-párti ura volt, semleges maradt. Március 25-én a király átkelt a Trenten, és Lord Hastings megérkezett háromezer katonájával hozzá.

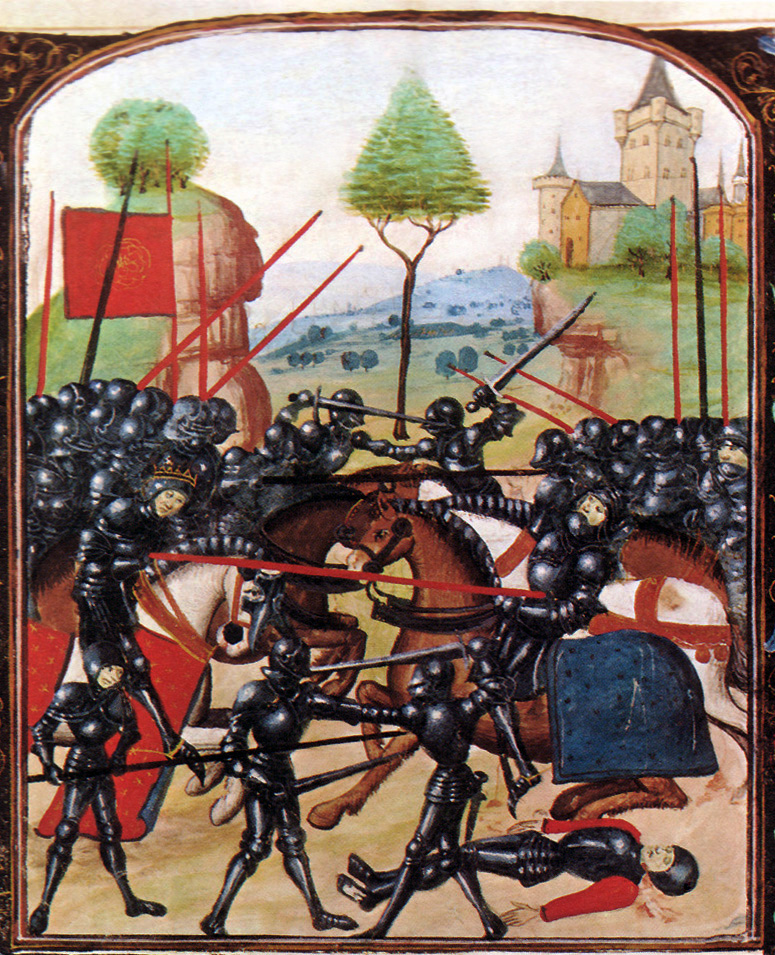
A barneti csata korabeli ábrázolása

Warwick Coventryben rendezte be főhadiszállását, és csapatokat gyűjtött. Március 29-én IV. Eduárd ütközetre hívta, de nem reagált, mert várta Montagu, Clarance és Henry Vernon csapatait. Somerset hercege és más Lancaster-párti főurak a déli partoknál gyülekeztek, Anjou Margit és fia, a walesi herceg érkezésére várva. Április 3-án György váratlanul átpártolt testvéréhez, és magával vitt négyezer katonát. Két nappal később IV. Eduárd serege London felé indult. Warwick engedelmességre szólította fel a várost, de London elöljárói úgy döntöttek, behódolnak IV. Eduárdnak, aki április 11-én bevonult a városba. VI. Henrik ismét a Towerbe került. IV. Eduárd a westminsteri apátságban találkozott feleségével, és először látta távollétében született fiát, a későbbi V. Eduárd angol királyt. Másnap, ahogy a York-pártiak beözönlöttek a városba, Eduárd értesült arról, hogy Warwick és Montagu egyesítette seregét, és London felé menetelnek. Április 13-án serege, nagyjából tízezer ember és több mint harminc főnemes, elhagyta a várost, és Saint Albans felé vonult.
Eduárd az éj lelple alatt megközelítette Warwick seregét, amely Barnet közelében táborozott. A Lancasterek vezére arra utasította tüzérségét, hogy egész éjszaka zaklassa a Yorkokat, holott nem tudta, hol vannak pontosan. Eduárd nem válaszolt, hogy pozícióit ne fedje fel. A csata húsvét vasárnap hajnali négykor, hatalmas ködben kezdődött. Mivel a sorok eltolódtak, mindkét jobbszárny átkarolta a vele szemben álló egységeket. John de Vere, Oxford grófja hamar megfutamította a Yorkok balszárnyát, de az emberei fosztogatni kezdtek és szétszóródtak. A másik oldalon a gloucesteri herceg csapatai átrohantak Warwick emberein. Az arcvonal pozíciója ennek nyomán megváltozott, amit a ködben visszatérő Oxford csapatai nem tudtak, így amikor visszaértek a csatatérre, a szintén Lancaster-párti Montagu alakulatai mögött bukkantak fel. Azok Oxford jelvényét, a sugaras csillagot összetévesztették a király napsugaras jelvényével, ezért az íjászok nyílzáporral fogadták őket. A vélt árulás híre villámgyorsan elterjedt, és a Lancaster-vonalak összeomlottak. Az ütközetben elesett a Neville testvérpár, Warwick és Montagu is.

### Végső csapás a Lancasterekre

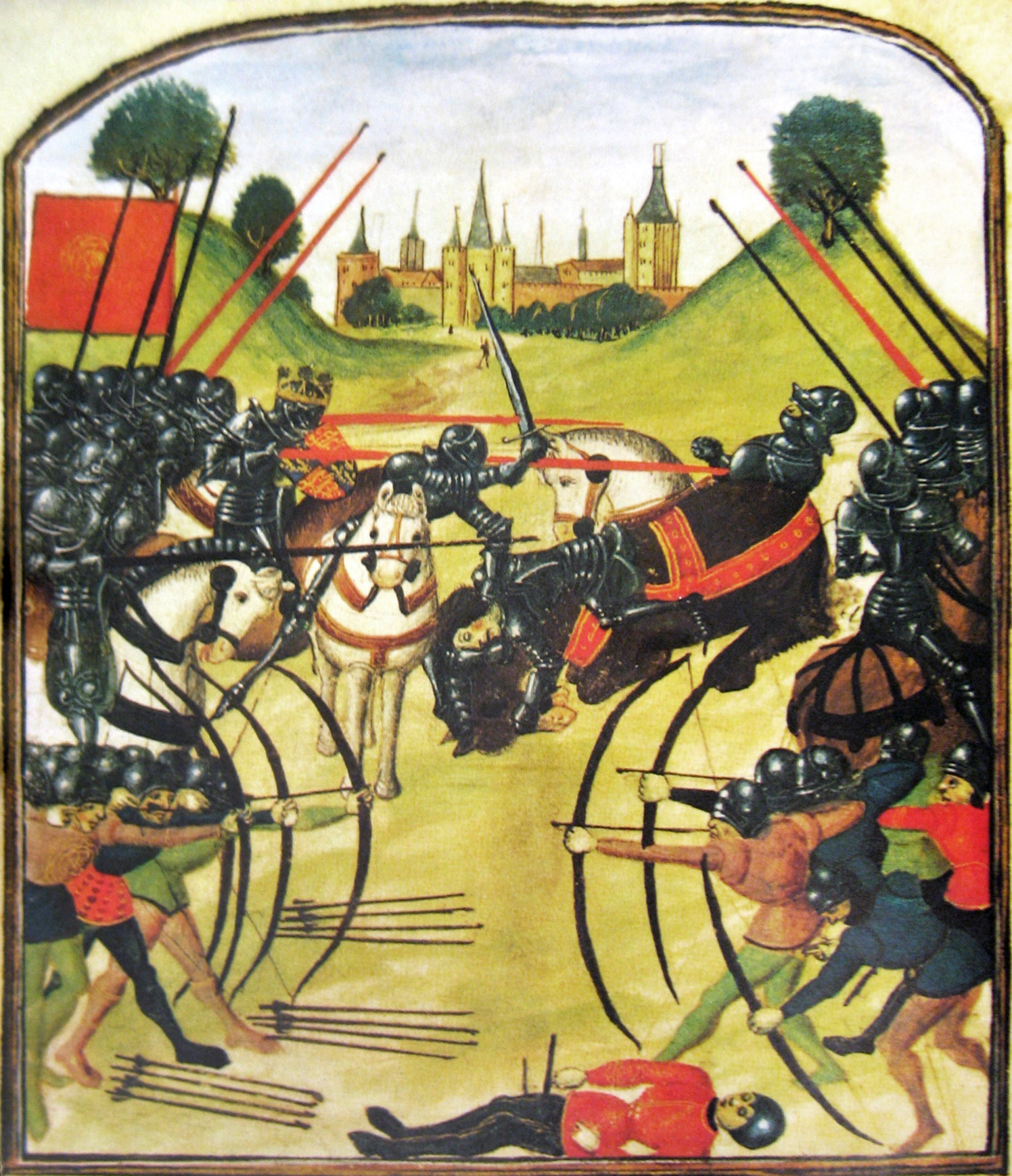
A Tewkesburyi csata korabeli ábrázolása

A barneti csata napján, 1471. április 14-én Anjou Margit angol királyné és fia, Lancasteri Eduárd walesi herceg, valamint Lancaster-párti támogatóik visszatértek franciaországi száműzetésükből Angliába. A Weymouth-nál partra szálló királyné csatlakozott a Somerset hercege által vezetett csapatokhoz, és Walesbe indultak, ahol számíthattak Jasper Tudor segítségére. IV. Eduárd a Temze völgyében utánuk indult. Hosszas üldözés után Tewkesburynél érte utol a királyné seregét.
A Lancaster-sereg nagyobb létszámú volt, mint a York-csapat, nagyjából öt-hat ezren voltak, míg ellenfelük létszámát mintegy négy-öt ezerre teszik. Somerset megtámadta IV. Eduárdnak serege többi részétől elszakadó centrumát, de nem kapott támogatást, ezért kénytelen volt visszavonulni. A nyugati szárny összeomlása lehetőséget adott Gloucester hercegének és a királynak, hogy előrenyomuljanak. A demoralizált Lancaster-csapatokat a város és a folyó felé szorították, sokan vízbe fulladtak menekülés közben.
VI. Henrik fia, a trónörökös vagy az ütközetben esett el, vagy azt követően azonnal meggyilkolták. A Lancaster-vezetők közül sokan a közeli apátságban kerestek menedéket, de 1471. május 6-án a katonák kirángatták, majd egy gyors tárgyaláson ellenfeleik halálra ítélték őket. A Tewkesbury piacterén lefejezettek között volt Somerset hercege is. Fogságba esett Anjou Margit, akit először a Wallingford várba, majd a londoni Towerbe zártak.
VI. Henrik 1471. május 21-én éjszaka meghalt a Towerban. A York-párti szerzők szerint belehalt a bánatba, hogy fia elesett Tewkesburynél. A Warkworth-krónika azt írta, hogy a kérdéses időpontban Gloucester hercege a Towerben tartózkodott, és ő felelős az uralkodó haláláért. Szinte biztos, hogy a királyt IV. Eduárd ölette meg, Henrik halálával ugyanis a Lancaster-ág kihalt, így ő háborítatlanul uralkodhatott, és eltekintve John de Vere, Oxford grófjának 1473-as sikertelen vállalkozásától, tizenkét éven át nem volt háború Anglia földjén. 1473 augusztusában megszületett a király második fia, Richárd. Tudor Henrik, a Lancasterek jelöltje a trónra, a Bretagne-i herceg foglya volt.

## Az utolsó York-király (1483–1485)
1483-ban váratlanul meghalt IV. Eduárd, és mivel a trónörökös még gyerek volt, azonnal hatalmi harc kezdődött a koronáért. Ennek első lépése magának az új uralkodó, a 12 éves Eduárd személyének „megszerzése” volt. IV. Eduárd testvérét, Richárdot jelölte ki régensnek, aki legfőbb céljának azt tartotta, hogy unokaöccsét kiszakítsa anyja és családja, a Londonban nagy hatalommal bíró Woodville-ek befolyása alól, és ne engedje megkoronázni. Apja halálakor a trónörökös Ludlow-ban tartózkodott, és Richárd elhatározta, nem engedi, hogy a walesi herceg eljusson a fővárosba. Április 29-én el is fogta őt, IV. Eduárd özvegye pedig elmenekült, és magával vitte kisebbik fiát. A Londonba bevonuló Richárd-pártiak azt hangoztatták, nem foglyul ejtették Eduárdot, hanem ellenkezőleg, kiszabadították gonosz tanácsadóinak keze közül. Richárd ezután erőszakos lépésekkel megszilárdította hatalmát: kivégeztette a királyi tanács több tagját, valamint fegyveres erővel elérte, hogy megkapja Eduárd öccsét, Richárd yorki herceget.

### III. Richárd uralma és Henrik visszatérése

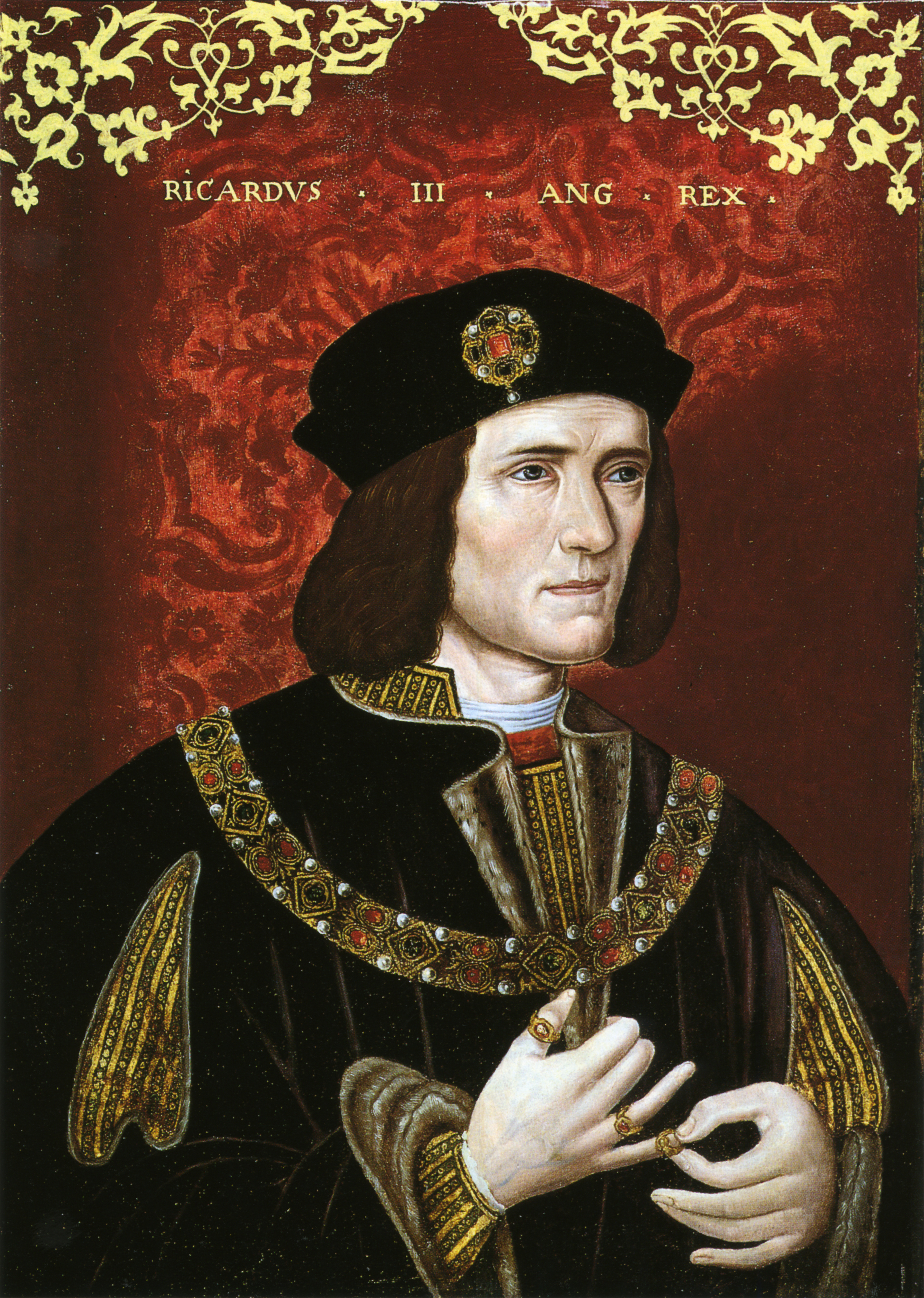
III. Richárd angol király

1483. június 22-én a Szent Pál-székesegyházban tartott misén a szentbeszédet mondó Ralph Shaw felszólította Richárdot, hogy foglalja el a trónt, mert IV. Eduárd és Elizabeth Woodville házassága érvénytelen, így örököseik nem lehetnek Anglia uralkodói. Richárd június 26-án elfogadta a felkérést, július 6-án pedig megkoronázták a Westminsteri apátságban. IV. Eduárd két fia a Towerban halt meg, elképzelhető, hogy III. Richárd meggyilkoltatta őket, de erre nincs bizonyíték. 1483 szeptemberében korábbi szövetségese, Henry Stafford, Buckingham hercege más nemesekkel együtt fellázadt ellene. Szándékuk az volt, hogy a trónra VI. Henrik unokaöccsét, a Bretagne-ban száműzetésben élő Tudor Henriket ültetik. A felkelés meghiúsult, vezetőik többsége elmenekült, vagyonukat azonban elkobozták. Az egyetlen parlamenti ülésszak, amelyet III. Richárd összehívott, száz jogfosztási végzést hozott. Az elvett vagyont a király bizalmasai kapták, így egyre több kisemmizett, illetve birtokaiért aggódó nemes vált III. Richárd ellenfelévé.
1485 tavaszán-nyarán a francia kormány úgy döntött, anyagilag is támogatja Tudor Henrik igényét az angol trónra, megakadályozva ezzel, hogy III. Richárd csapatokat küldhessen Bretagne ellen. Henrik flottát gyűjtött, amire III. Richárd azzal válaszolt, hogy tengerre küldte a csatornát őrző hajóit. A király kiáltványt adott ki, amelyben Henrik törvénytelen származását ecsetelte, és megkezdte egy nagyobb sereg felszerelését. Augusztus 1-jén Tudor Henrik – hatszáz angol, valamint kétezer francia és skót zsoldos társaságában – kihajózott, majd augusztus 7-én partra szállt a walesi Milford Havenben. Henrik azért választotta hadjárata helyszínének Walest, mert bízott nagybátyja, Jasper Tudor, Pembroke grófjának befolyásában. Seregéhez, ahogy haladt előre, egyre többen csatlakoztak. Hiába várta azonban Lord Stanley csatlakozását, ő csak bátorította, csapatokat nem küldött, mivel fia, Lord Strange az uralkodó túsza volt.

### Találkozás Bosworthnél

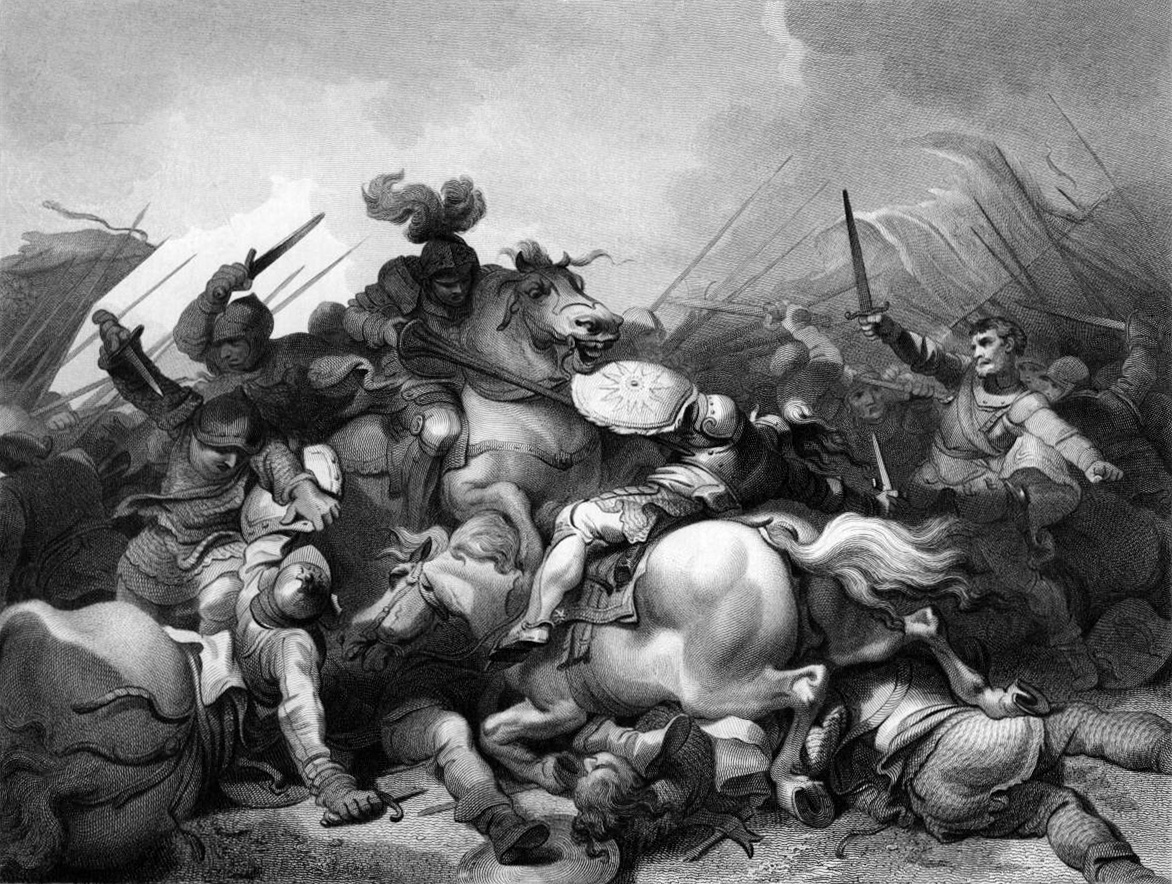
A bosworthi csata egy litográfián

III. Richárd előtt nyilvánvaló volt, hogy Tudor Henrik partraszállásra készül, de azt nem tudta, hol, ezért Nottinghambe tette át ideiglenesen székhelyét, ahonnan bármilyen irányba gyorsan elindulhatott. A király augusztus 20. táján elindult Henrik elé, hogy megütközzön vele.
III. Richárd és Tudor Henrik csapatai augusztus 22-én csaptak össze. Richárd nagy – lovasokból és gyalogosokból álló – előhaddal sorakoztatta fel seregét, előttük pedig az íjászok álltak. Henrik hasonló alakzatot választott, de előhada, amelyet Oxford vezetett, jóval kisebb volt, mint ellenfeléé. Stanley csapatai a két seregtől egyenlő távolságra állomásoztak, mert a lord az utolsó pillanatig kivárt, hogy a győztes mellett avatkozhasson be. Henriknek nagyjából ötezer katonája volt, a jobbszárnyat Gilbert Talbot, a balt John Savage vezette, mögöttük haladt csapataival a trónkövetelő. A két sereg között egy mocsár húzódott, amelyen Henrikék átkeltek, és ezzel megkezdődött a rózsák háborújának utolsó nagy ütközete, a bosworthi csata. Richárd nyílzáport zúdíttatott rájuk, majd következett a kézitusa.
A király egyetlen határozott támadással akarta eldönteni a csatát, ezért amikor meglátta Henrik kisebb csapatát, saját alakulatát – a harcoló sorokat megkerülve – ellene vezette. III. Richárd ekkor elszigetelődött saját seregétől, és az addig várakozó állásponton lévő Sir William Stanley úgy döntött, Henrik érdekében avatkozik be. A roham elsöpörte a király katonáit, és III. Richárd elesett. Halála után emberei eldobálták fegyverüket, mert már nem volt kiért harcolniuk. Richárd tetemét lemeztelenítették, és egy ló hátán körbehordozták Leicesterben.

## A rózsák egyesítése
Tudor Henriket, VII. Henrikként a csatatéren királlyá koronázták. Első lépése az volt, hogy letartóztatta a néhai György, Clarence-i herceg és Isabella Neville fiát, Eduárdot, Warwick grófját, aki versenytársa lehetett volna a trónért. Miután a York-ház örököse a kezébe került a család birtokaival együtt, helyzete megszilárdult. VII. Henrik dinasztikus szempontból Lancasternek számított, politikáját tekintve azonban York volt. Így igazából nem voltak ellenfelei a nagyurak között, csak III. Richárd északi követőinek ellenállásával kellett számolnia. A kibontakozó lázadást Lord Lovell és Humphrey Stafford, két jogfosztott nemes vezette. A király kényelmes tempóban ellenük vonult, és a felkelők közeledése hírére elmenekültek.
VII. Henrik 1486. január 18-án feleségül vette Yorki Erzsébetet, és így képletesen egyesítette a Lancaster-ház vörös és a Yorkok fehér rózsáját, a mindkét színt magába foglaló Tudor-rózsában. Henrik és Erzsébet harmad-unokatestvérek voltak, mindketten Genti János lancasteri herceg leszármazottjai. Frigyük egyesítette a harcoló családokat, és erős legitimitást adott leszármazottjaik trónigényének.

### Az utolsó ütközet
1487. június 4-én partra szállt Angliában John de la Pole, Lincoln grófjának főleg német, svájci és ír zsoldosokból álló serege. Lincoln mellett volt Lambert Simnel, akiről azt állították, hogy IV. Eduárd unokaöccse, így ő a trón valódi örököse. Simnelt 1487. május 24-én VI. Eduárd néven királlyá koronáztak Dublinban. A lázadó csapatok létszáma nagyjából kilencezerre nőtt, ahogy átvonultak Yorkshire-en, annak ellenére, hogy York városa megtagadta bebocsátásukat és támogatásukat.
1487. június 16-án a lázadók serege Stoke Fieldnél megütközött a király csapataival. A lázadók egy dombon állították fel katonáikat. A király és az őt kísérő főurak nem tudták, hogy milyen közel van az ellenség, ezért készületlenül, oszlopban vonulva értek a leendő csatatérre. A York sereggel először John de Vere, Oxford grófja, az elővéd vezetője csapott össze, aki azzal a céllal, hogy bevárja a király fő erejét, először megállította embereit, majd úgy döntött, mégis megtámadja a nagyobb hadat. Íjászai nyílzáport zúdítottak a Yorkokra, amely elsősorban a könnyű felszerelésű íreket tizedelte meg, akik lerohantak a lejtőn, és magukkal ragadták a sereg többi részét. Oxfordékat erősen szorongatták, és csak az időben megérkező erősítés mentette meg őket. A friss csapatok megtörték a York-arcvonalat, és sok lázadót megöltek. Lincoln maga is meghalt, és ezzel a rózsák háborúja befejeződött.

## A háború elnevezésének eredete
A rózsák háborúja a modern korban elterjedt megnevezése a többéves szünetekkel tarkított összecsapás-sorozatnak. Általában Walter Scottnak tulajdonítják a szó megalkotását, amely 1829-es regényében, az Anne of Geiersteinben jelent meg. A kifejezés azonban már feltűnt Sir John Oglander 1646-os röpiratában, amelynek címe, The Quarrel of the Warring Roses (szabad magyar fordításban: Háborúzó rózsák veszekedése), és David Hume filozófus is használta a két rózsa háborúja kitételt 1762-ben kiadott, Anglia történelmét ismertető könyvében. Habár a kifejezést a 15. században nem használták, maga a gondolat, hogy a polgárháborút a rózsák vetélkedésével szimbolizálják, a kor találmánya.

York-rózsa
Lancaster-rózsa
Tudor-rózsa

A polgárháborúban a fehér rózsa IV. Eduárd angol király és a York-ház egyik fő jelvénye volt, de 1485-nél korábbról nincs emlék a vörös rózsa lancasteri használatára, vagy a két rózsa vetélkedésére. Ezt követően azonban elterjedt a Tudor-ház vörös rózsájának kiterjesztése a Lancaster-ház képviselőire, és a szimbólum megjelent az irodalomban, a képzőművészetben és az építészetben. Ekkor terjedt el a két rózsát kombináló jelkép, amely a York- és a Lancaster-ház egyesülését fejezte ki a Tudor-ház révén.
A rózsák egyesülése annyira mindennapossá vált a Tudor-propagandában, hogy VIII. Henrik 1509-es koronázásakor John Skelton költő A Laud and Praise Made for Our Sovereign Lord the King című versében hízelegve arról írt, hogy a két rózsa eggyé válva kisarjad („both White and Red / In one Rose now doth grow”). A rózsák háborújának gondolata William Shakespeare VI. Henrik című drámájában is megjelenik, amikor a második felvonás negyedik színében a rivális urak, Edmund Beaufort, Somerset hercege és Plantagenet Richárd yorki herceg találkozik a templomkertben, ahol kísérőik vörös és fehér rózsák szakításával választanak közöttük. A jelenetben Richárd felszólítja minden hívét, hogy szakítson fehér rózsát „Ha véli, hogy igazság volt szavam,” mire Somerset így válaszol: „Szakítson az, ki nem hizelgő, gyáva / És az igazság pártján állni meg, /Piros rózsát e tőrül énvelem”.

## Shakespeare és a rózsák háborúja

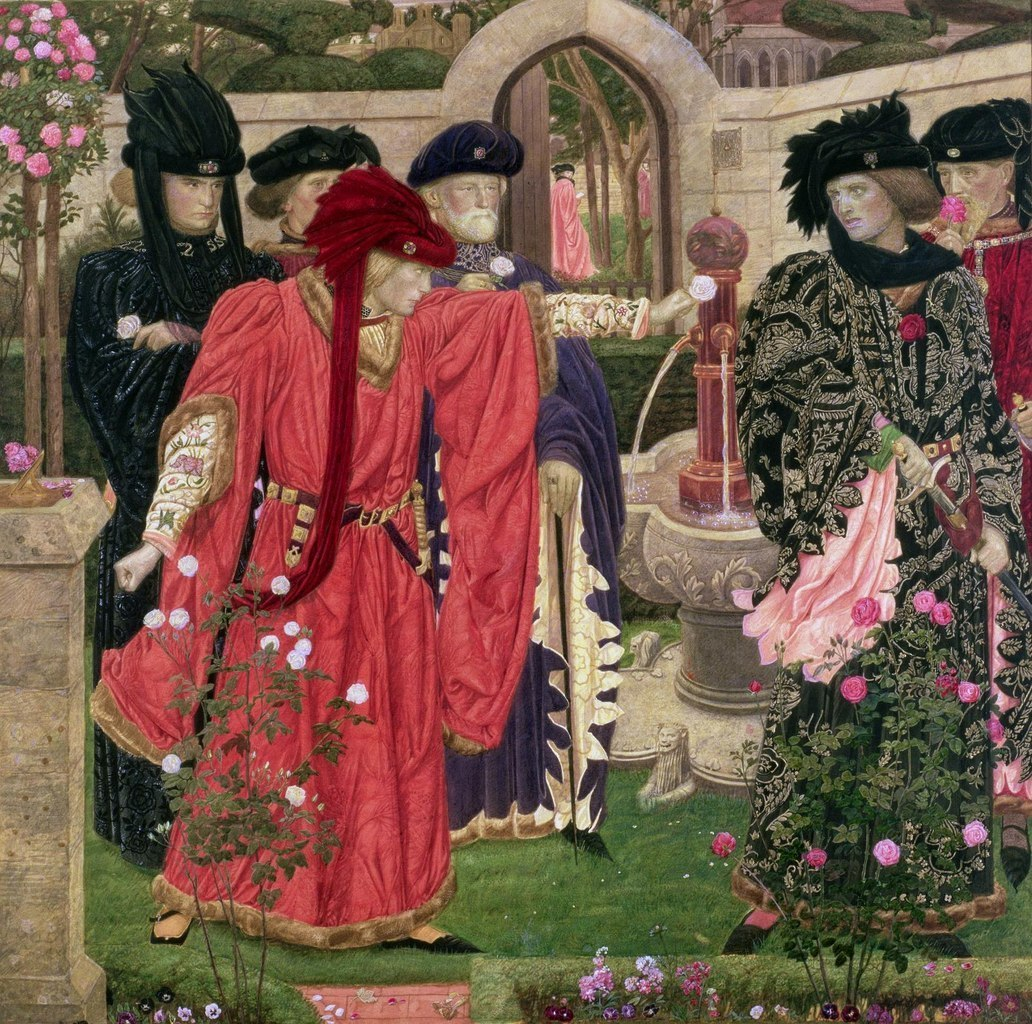
Egy sosem volt pillanat: a rivális urak rózsákat választanak maguknak Henry Payne 1908-as festményén

A rózsák háborújáról szóló általános ismereteket William Shakespeare drámái szolgáltatták évszázadokon át. A költő négy darabot szentelt a kornak, a VI. Henrik három részét és a III. Richárdot. A cselekmény V. Henrik 1422-es temetése és az 1485-ös bosworthi csata között zajlik. A művek keletkezési körülményeire erősen hatott a kor szelleme, vagyis az, hogy I. Erzsébet, a rózsák háborúját lezáró Tudor-házi király, VII. Henrik unokája ült a trónon. Ennek is köszönhető, hogy Shakespeare úgy ábrázolja a dinasztia alapítóját, mint aki véget vetett egy hosszú, sötét kornak, amelyet a politikai káosz és a társadalom széthullása jellemzett.
Shakespeare idején több népszerű könyv is foglalkozott a korral, köztük Raphael Holinshed 1587-es The Chronicles of England, Scotland, and Ireland (szabad magyar fordításban: Anglia, Skócia és Írország krónikái) és Robert Fabyan The union of the two noble and illustrios families of Lancaster and York (szabad magyar fordításban: A nemes és híres Lancaster és York családok egyesülése). Ezek a művek a kronológiát tekintve pontos munkák voltak, de az uralkodó családnak, így a Lancaster-háznak kedveztek. Mindazonáltal Shakespeare korántsem ragaszkodott a történések pontos visszaadásához, és a rózsák háborújának harminc évét egy véres csatákban tobzódó kornak festette le, ellentétben a valósággal, amelyben relatív stabilitás és béke volt az ország nagy részében a hadjáratok éveit kivéve, és különösen sötét színekkel festette le Plantagenet Richárd yorki herceget és III. Richárd angol királyt.

## A résztvevők címerei

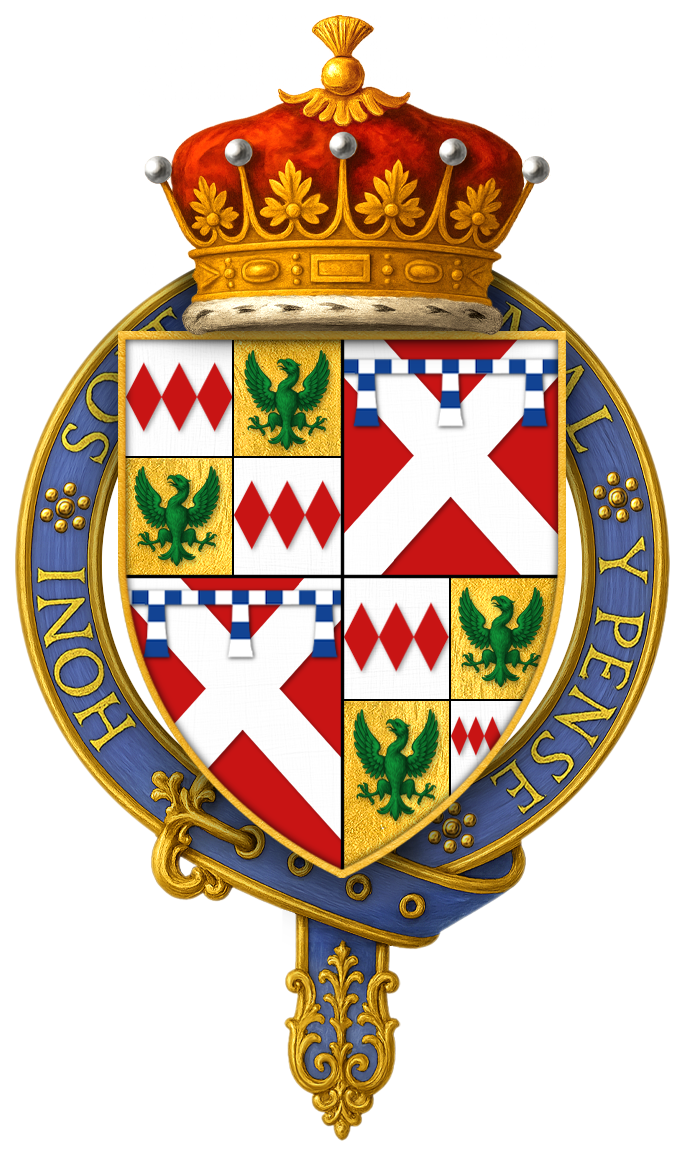
Salisbury
Warwick
York
Northumberland
Clifford
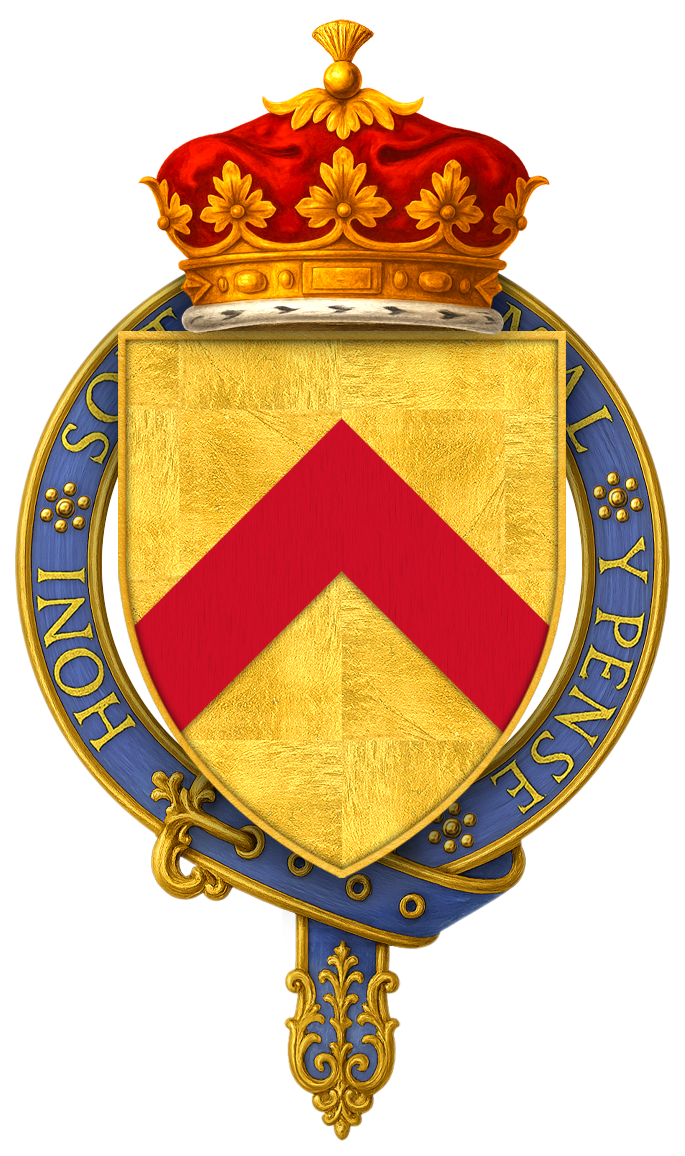
Buckingham

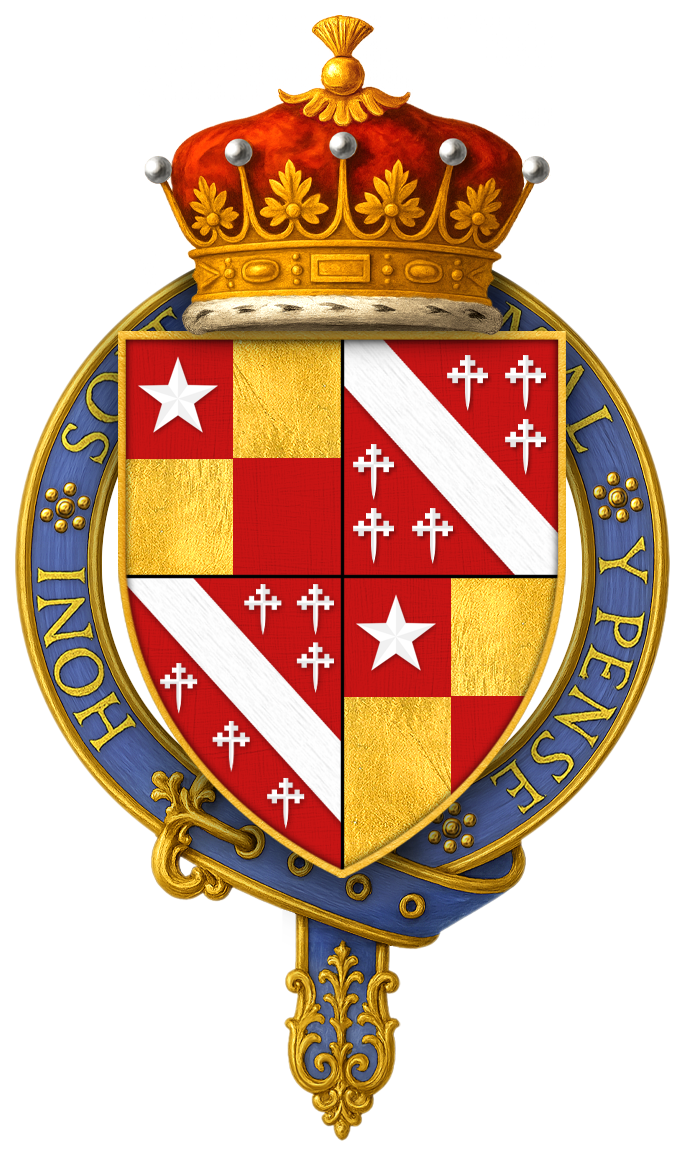
Oxford
Anjou Margit
Somerset
Exeter
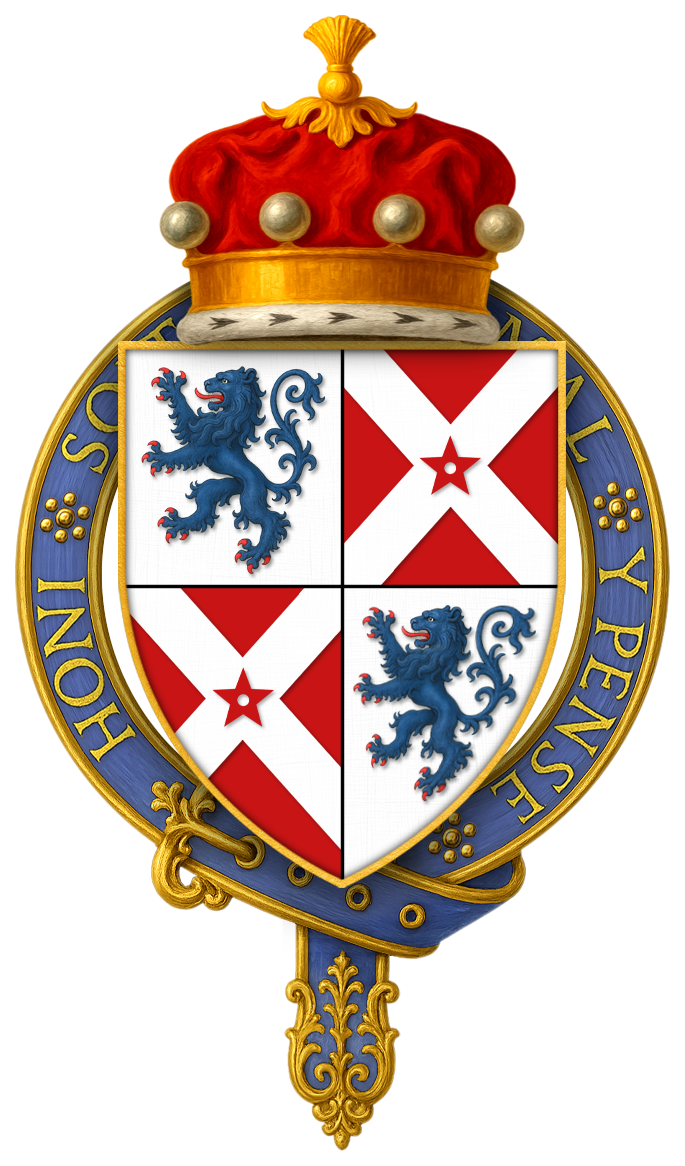
Kent
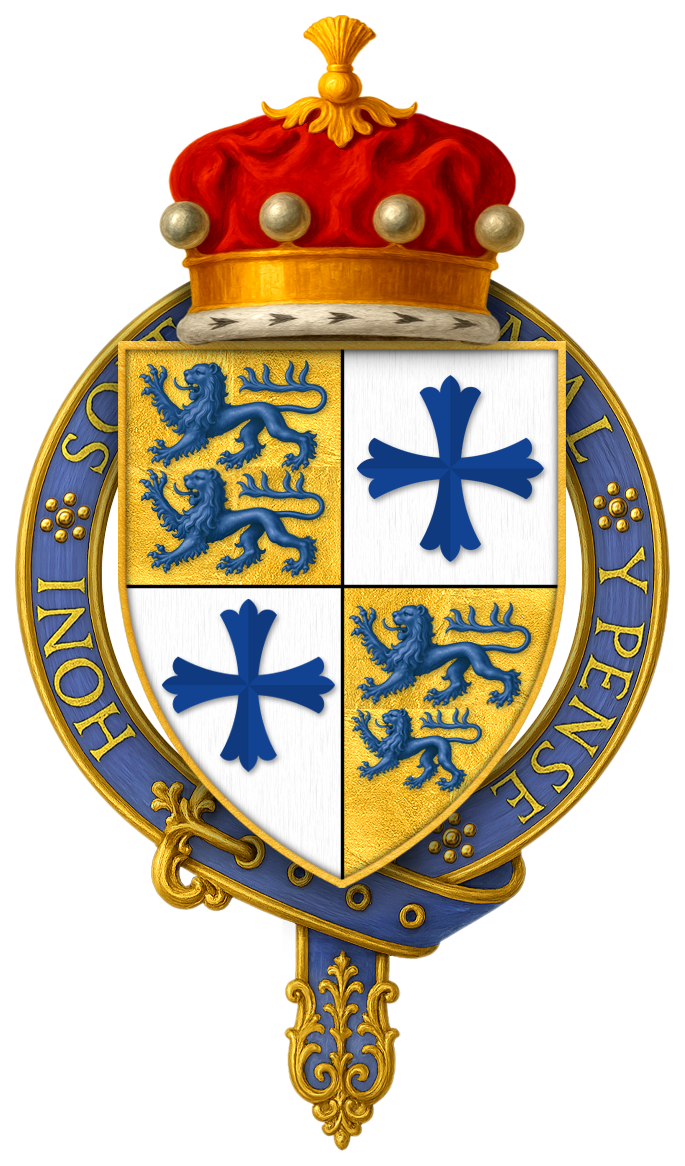
Dudley